# Warta Zawiercie (piłka nożna)
Warta Zawiercie – klub piłkarski z Zawiercia założony w 1921 roku, od 2023 roku występujący w klasie okręgowej.
Klub został założony z inicjatywy Seweryna Gębarskiego i Władysława Millera po tym, jak w Zawierciu Anglicy rozpropagowali piłkę nożną. Rozgrywki ligowe zespół rozpoczął w 1922 roku w klasie C, w 1927 roku awansował do klasy B, a dwa lata później do klasy A. W latach 1930 oraz 1932 Warta Zawiercie zdobywała mistrzostwo okręgu kieleckiego klasy A, uzyskując prawo do gry w barażach o Ligę. W obu sezonach klub odpadał w pierwszej rundzie baraży, zajmując ostatnie miejsce w tabeli. W trakcie II wojny światowej zespół zawiesił działalność, a po wojnie został reaktywowany z inicjatywy przedwojennego zawodnika klubu, Mariana Merty. W 1949 roku piłkarze awansowali do klasy A, a w latach 1957–1966 występowali w III lidze. W latach 1962–1964 Warta występowała na szczeblu centralnym Pucharu Polski, a w 1963 roku odpadła w 1/16 finału z Gwardią Warszawa. Rok później klub przegrał baraże o awans do II ligi. W 1970 roku Warta Zawiercie zainaugurowała halowy turniej juniorski „o Puchar Orlich Gniazd”, który odbywał się do 2001 roku.
W latach 70. i 80. Warta Zawiercie grała na czwartym i piątym poziomie rozgrywek. W 1980 roku klub połączył się z Włókniarzem Zawiercie, tworząc MRKS Warta Zawiercie. W 1999 roku trenowany przez Zbigniewa Sołtysika zespół awansował do III ligi, w której występował do 2001 roku. Wówczas Warta spadła z ligi, a w sierpniu z powodów finansowych została rozwiązana.
Klub został reaktywowany w 2004 roku jako KS Warta Zawiercie, a w rundzie jesiennej sezonu 2006/2007 uczestniczył w rozgrywkach klasy B, po czym został wycofany. W 2009 roku przy założonej rok wcześniej JSP Warta Zawiercie utworzono drużynę seniorów, która w 2011 roku usamodzielniła się i rozpoczęła funkcjonowanie jako KP Warta Zawiercie. W 2016 roku ten zespół awansował do IV ligi. W 2023 roku Warta Zawiercie spadła do klasy okręgowej.
W 2019 roku przy klubie powstała sekcja piłki nożnej kobiet, która do 2022 roku rozgrywała mecze w IV lidze.

## Historia

### Dwudziestolecie międzywojenne

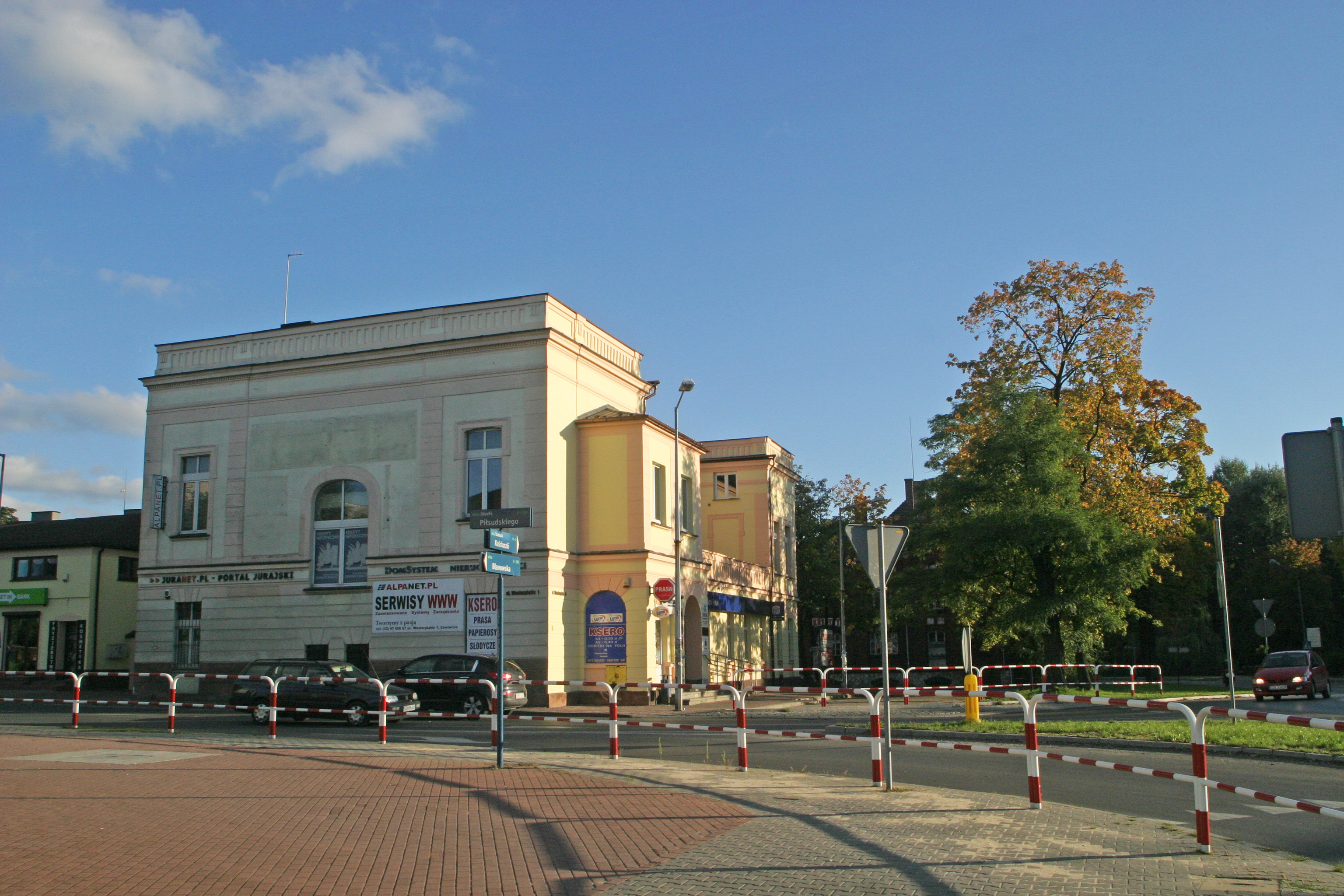
Resursa na osiedlu TAZ

W 1919 roku w Zawierciu osiedlili się angielscy przedstawiciele Czerwonego Krzyża, którzy w wolnym czasie grali w piłkę nożną na zaimprowizowanym boisku na osiedlu TAZ przy tzw. Resursie. Mieszkańcy miasta zainteresowali się nowo poznaną dyscypliną sportową, a Anglicy zapoznali ich z przepisami gry. Jesienią 1920 roku Seweryn Gębarski i Władysław Miller (były piłkarz Korony Łódź) powzięli pomysł założenia klubu piłkarskiego. Idea zyskała szerokie poparcie między innymi osób przybyłych z Łodzi – Franciszka Mygi, Macieja Plebana, Władysława Straszaka i Bisena. Spotkania w sprawie założenia klubu odbywały się w mieszkaniach Gębarskiego i Millera i miały na celu ustalenie szczegółów powstania klubu. Po dopełnieniu formalności w 1921 roku utworzono pierwszy piłkarski klub w Zawierciu pod nazwą Klub Sportowy Warta Zawiercie. Nazwa pochodziła od rzeki przepływającej przez miasto. Pierwszym prezesem klubu został Gębarski, a jego zastępcą Miller.
Drużyna pierwszy mecz rozegrała prawdopodobnie jesienią 1920 roku, remisując 2:2 z Przemszą Poręba; spotkanie odbyło się na piaszczystym boisku. W tym meczu zagrali Bisen, Cencel, Miedziński, Bronisław i Franciszek Szwaradzcy, Stanisław Heflik, Berhardt i Janczary, a wkrótce później do zespołu dołączyli czołowi piłkarze Przemszy – Jan Putowski, Herbert Pilarz i Eugeniusz Baliński. Z uwagi na brak jakichkolwiek dochodów klubowych, potrzebny sprzęt został zakupiony przez miejscowych rzemieślników. Piłkarze pierwszej drużyny występowali w kostiumach biało-czerwonych, a rezerwy – w niebiesko-czerwonych. Początkowo do zadań zawodników poza grą należało również przygotowanie boiska, sprzętu i organizacja meczów. Pierwotnie mecze oraz treningi odbywały się na terenie parku miejskiego.
W 1921 roku Warta Zawiercie została zgłoszona do oficjalnych rozgrywek piłkarskich, a także rozegrała dwa oficjalne mecze towarzyskie: 4 września z KS Sosnowiec (0:2) i Victorią Sosnowiec (0:6). 1 marca 1922 roku przedstawiciel Warty Zawiercie – Kładkowski – uczestniczył w zebraniu organizacyjnym klubów Zagłębia Dąbrowskiego, kiedy to utworzono Związek Piłki Nożnej Zagłębia Dąbrowskiego. 30 marca podzielono drużyny na trzy grupy, rywalizujące w klasie C – najniższej klasie rozgrywkowej. Warta Zawiercie znalazła się w grupie z KS Sosnowiec, Victorią Sosnowiec, Virginią Sosnowiec i Wartą Częstochowa. Pierwszy mecz ligowy Warta Zawiercie rozegrała 16 kwietnia 1922 roku, ulegając Victorii Sosnowiec 0:12. Mistrzem grupy został KS Sosnowiec.
Od 1923 roku zawierciański klub uczestniczył w rozgrywkach Krakowskiego ZOPN w klasie C (podokręg Sosnowiec). W 1924 roku odniesiono zwycięstwa nad Przemszą Będzin 9:0 oraz Świtem Sosnowiec 3:2, a także zremisowano z Częstochową. W 1925 roku w klubie utworzono w klubie funkcję kierownika sekcji piłki nożnej. W tym samym roku prezesem został Jakub Dyja. W 1927 roku Warta Zawiercie awansowała do klasy B, przy czym okoliczności tego awansu nie są znane. W 1928 roku Warta wraz z innymi klubami zagłębiowskimi i częstochowskimi dołączyła do nowo utworzonego Kieleckiego ZOPN. W tym okresie klub pozyskiwał piłkarzy z lokalnych, tzw. dzikich drużyn sportowych, takich jak „Argentyna” (Jan Pakuła, Edward Kochański. Gałuszka, Sobala), „Gwiazda” (Leopold Sobiechart), „Jedność” (Bronisław Matysik, Zdzisław Miernik), „Polonia” (Marian i Stanisław Mertowie, Zbigniew Grabowski, Maksymilian Szneler, Alojzy Myga, Jan Gwóźdź, Domagała) czy „Burza”. Zespół ten, oparty na zawodnikach „dzikich” drużyn, jak również na Kochańskim i Krężlu, stał się z czasem czołową drużyną piłkarską Zagłębia Dąbrowskiego, a także województwa kieleckiego. Pierwsze spotkanie w klasie B zawierciański klub rozegrał 29 kwietnia 1928 roku, wygrywając 6:2 z rezerwami Warty Częstochowa. Awans uzyskały wówczas częstochowskie kluby: Skra oraz Victoria. Na początku sezonu 1929 Warta przegrała z Unią Sosnowiec 1:6, jednak później m.in. wygrała 4:0 z Wartą Częstochowa. Ostatecznie klub z drugiego miejsca awansował do klasy A.
W roku 1930 klub z Zawiercia uczestniczył w klasie A podokręgu częstochowskiego. Warta wygrała m.in. z Victorią Częstochowa 6:3 u siebie i 7:3 na wyjeździe, uzyskała 14 punktów w 10 meczach i zdobyła 48 bramek, tracąc 25. Te wyniki pozwoliły na zajęcie pierwszego miejsca w grupie, uprawniającego do gry w grupie finałowej o mistrzostwo Kieleckiego ZOPN. W grupie tej, poza Wartą, znalazły się RKS Radom i Victoria Sosnowiec. Z RKS Warta zremisowała 2:2 u siebie i wygrała 5:0 na wyjeździe, zaś z Victorią przegrała 1:5 na wyjeździe i wygrała 5:3 u siebie. Uzyskane 5 punktów dało Warcie Zawiercie pierwsze miejsce w grupie, co uprawniało ją do gry w pierwszej rundzie baraży o Ligę. W rundzie tej utworzono cztery grupy, a zawiercianie rywalizowali w grupie drugiej z AKS Królewska Huta i Wawelem Kraków.
Pierwszy mecz tej grupy Warta rozegrała 21 września z Wawelem, remisując w Zawierciu 2:2 i tracąc gola w przedostatniej minucie spotkania; zdaniem prasy wynik meczu był niespodzianką. Rewanż odbył się tydzień później na boisku Wisły Kraków. Wawel wygrał mecz 4:0 po golach Smolenia, Prosińskiego i dwóch Ruty. Ówczesna prasa podkreśliła, iż zawierciańscy piłkarze wykazali wiele braków i nie odegrają znaczącej roli w barażach.
| 29 września 1930 | Wawel Kraków · Smoleń 20' (k) · Ruta 25', 50' · Prosiński 89' | 4:02:0 | Warta Zawiercie | stadion Wisły, Kraków Sędzia: K. Wieczysty |
|                  |                                                               |        |                 |                                            |

W pierwszym spotkaniu z AKS (19 października) Warta przegrała 2:7, a bramki dla Warty zdobyli Leopold Sobiechart i Jan Gwóźdź. Piłkarze z Zawiercia byli jednak przez prasę chwaleni za pierwszą połowę, w której mieli przewagę. „Przegląd Sportowy” zaznaczył wszakże, iż w drugiej połowie unaoczniły się braki kondycyjne w zawierciańskiej drużynie, dzięki czemu AKS wygrał w okazały sposób. Rewanż, który odbył się w Zawierciu 1 listopada, gospodarze wygrali 6:3, przy czym w AKS występowali głównie zawodnicy rezerwowi. W tabeli klub zajął ostatnie, trzecie miejsce, i nie awansował do drugiej fazy baraży.
| LP | Drużyna            | M | W | R | P | G+ | G– | +/− | Pkt |
| -- | ------------------ | - | - | - | - | -- | -- | --- | --- |
| 1  | AKS Królewska Huta | 4 | 3 | 0 | 1 | 20 | 10 | +10 | 6   |
| 2  | Wawel Kraków       | 4 | 1 | 1 | 2 | 8  | 12 | −4  | 3   |
| 3  | Warta Zawiercie    | 4 | 1 | 1 | 2 | 10 | 16 | −6  | 3   |

W tym okresie wskutek wielkiego kryzysu klub znalazł się w trudnej sytuacji finansowej. Jego finansowanie odbywało się w przeważającej mierze poprzez składki członkowskie, sprzedaż biletów oraz drobne wpłaty od rzemieślników.
W 1931 roku Warta Zawiercie grała w lidze dąbrowskiej z Zagłębiem Dąbrowa Górnicza oraz klubami z Będzina: Hakoachem, Zagłębianką i Sarmacją. Zawiercianie wygrali ligę, zwyciężając w siedmiu spotkaniach i uzyskując trzy punkty przewagi nad drugim Hakoachem, który Warta ograła dwukrotnie (1:0, 5:2). 12 sierpnia klub w Będzinie rozegrał mecz finałowy podokręgu zagłębiowskiego, przegrany z Unią Sosnowiec 1:3; jedyną bramkę dla Warty strzelił Jan Gwóźdż. Porażka wykluczała Wartę z uczestnictwa w dalszych grach o awans do Ligi. 24 września zawierciański klub rozegrał mecz towarzyski z ówczesnym mistrzem Polski, Garbarnią Kraków. Warta wygrała ten sparing 2:0.
W 1932 roku klub w klasie A mierzył się z klubami częstochowskimi (Skrą, Victorią, Brygadą, Turystami i Wartą), a także z Myszkowem. Warta wygrała swoją grupę z 21 punktami i bilansem bramek 45–11, na dwanaście spotkań wygrywając dziesięć, m.in. z Myszkowem 7:0, Wartą Częstochowa 7:1 i Skrą 8:0. W kolejnej fazie zawiercianie grali ze zwycięzcami grup podokręgów zagłębiowskiego (Zagłębie Dąbrowa Górnicza), radomskiego (RKS Radom) i kieleckiego (4 ppLeg Kielce). Warta Zawiercie wygrała wszystkie spotkania i awansowała do ogólnopolskiego barażu o wejście do Ligi, grając w nim z Podgórzem Kraków i 1. FC Katowice.
28 sierpnia rozegrano pierwszy mecz grupy, który Warta przegrała w Krakowie z Podgórzem mimo faktu, iż gospodarze nie mieli wyraźnej przewagi; tygodnik „Raz, Dwa, Trzy” pochwalił po tym meczu postawę bramkarza Warty, Bronisława Matusika. 4 września odbył się mecz Warty Zawiercie z 1. FC Katowice. Do przerwy zawierciańscy piłkarze prowadzili 2:0 po bramkach Ślimaka, jednakże w drugiej stracili sześć goli (cztery bramki zdobył Görlitz, a dwie Pośpiech) i przegrali ostatecznie 2:6. W rewanżu z Podgórzem, rozegranym 18 września w Zawierciu, padł remis 2:2. 25 września w Katowicach 1. FC wygrał z Wartą 5:2. Dla gospodarzy dwa gole zdobył Ernest Wilimowski, a po jednej Jan Knapczyk, Jerzy Pośpiech i Franciszek Herisch; dla Warty dwukrotnie strzelił Leopold Sobiechart. Warta zajęła zatem ostatnie miejsce w grupie z jednym punktem.
| LP | Drużyna         | M | W | R | P | G+ | G– | +/− | Pkt |
| -- | --------------- | - | - | - | - | -- | -- | --- | --- |
| 1  | Podgórze Kraków | 4 | 3 | 1 | 0 | 9  | 4  | +5  | 7   |
| 2  | 1. FC Katowice  | 4 | 2 | 0 | 2 | 13 | 9  | +4  | 4   |
| 3  | Warta Zawiercie | 4 | 0 | 1 | 3 | 6  | 15 | −9  | 1   |

W 1932 roku w klubie utworzono nowe sekcje sportowe: hokeja na lodzie, koszykówki i tenisa stołowego, przy czym czołowymi ich zawodnikami byli piłkarze, a drużyna hokeja niemal w całości składała się z piłkarzy klubu.
Przed rozpoczęciem sezonu 1933 do Unii Sosnowiec odeszli dwaj czołowi piłkarze klubu: Leopold Sobiechart i Jan Gwóźdź (Sobiechart w 1936 roku rozegrał osiem meczów w Lidze w barwach Dębu Katowice), ponadto kilku zawodników postanowiło zakończyć karierę. Te wydarzenia nie pozostały bez wpływu na postawę sportową Warty Zawiercie. W grupie z Victorią Częstochowa, Częstochówką, Brygadą Częstochowa, Turystami Częstochowa i Myszkowem Warta zajęła piąte miejsce, ulegając m.in. Victorii 1:8 oraz Brygadzie 2:6, a cztery ostatnie spotkania oddano walkowerem. W 1934 roku zawierciański klub spisał się jeszcze słabiej, zajmując ostatnie, siódme miejsce w grupie z Brygadą, Częstochówką, Victorią, Skrą, Turystami i Legią Wieluń. Warta wygrała zaledwie jeden mecz (6:2 z Legią), uległa natomiast Turystom 2:7, a Victorii 0:10.
W 1935 roku Warta Zawiercie zajęła drugie miejsce w grupie z punktem straty do Brygady Częstochowa. Zawierciańscy piłkarze z liderem przegrali na wyjeździe 1:4, wygrywając jednak u siebie 5:1. Rok później Warta była czwarta w grupie, m.in. przegrywając 3:11 z Turystami oraz 0:5 z Brygadą. Odniesiono również wysokie zwycięstwa – 7:2 z Victorią oraz 7:0 z Myszkowem. W 1936 roku zarząd klubu zwrócił się do Urzędu Wojewódzkiego w Kielcach o zatwierdzenie statutu i zgodę na prowadzenie przez klub działalności sportowej. Od tegoż roku Warta rozgrywała mecze na nowym boisku, przy ulicy Senatorskiej. Ponadto w ramach obchodów piętnastolecia istnienia klubu rozegrano mecz towarzyski z ówczesnym mistrzem Polski, Ruchem Hajduki Wielkie, wygrany przez Wartę 2:1.
W sezonie 1936/1937 Warta wygrała rozgrywki klasy A, wygrywając między innymi 15:0 z Myszkowem. Ogółem zawierciański klub zdobył osiemnaście punktów, tyle samo co Częstochówka, stąd też o mistrzostwie podokręgu decydował baraż, wygrany przez Wartę 5:3 (dwie bramki zdobyli Miąsko oraz Henryk Wierzbicki, a jedną Pasierbiński). Z niejasnych przyczyn w pierwszej fazie baraży o Ligę w miejsce Warty zagrała Brygada mimo faktu, iż w ogóle nie uczestniczyła w rundzie jesiennej. 31 marca 1937 roku klub został wpisany do rejestru stowarzyszeń Kieleckiego Urzędu Wojewódzkiego.
18 lipca roku został utworzony Zagłębiowski OZPN, do którego po likwidacji w tym czasie Kieleckiego ZOPN weszły podokręgi zagłębiowski i częstochowski. Wskutek tego Warta Zawiercie uczestniczyła w lidze okręgowej, której zwycięzca miał zagwarantowany udział w barażach o Ligę bez konieczności wyłaniania mistrza podokręgu. Zawierciański klub był jedynym z dawnego podokręgu częstochowskiego, który liczył się w walce o czołowe lokaty. Ostatecznie Warta zajęła trzecie miejsce, za Zagłębiem Dąbrowa Górnicza i CKS Czeladź. Do sezonu 1938/1939 klub przystąpił osłabiony mobilizacją niektórych piłkarzy. W efekcie Warta zajęła ósme miejsce w lidze, tracąc najwięcej goli spośród wszystkich drużyn (68), a także odnosząc kilka wysokich porażek: z Zagłębiem Dąbrowa Górnicza (2:10), Unią Sosnowiec (0:9), CKS Czeladź (0:6) oraz Brygadą Częstochowa (0:20). Rozegrane 11 czerwca spotkanie z Brygadą było ostatnim meczem Warty przed II wojną światową, a także najwyższą przegraną w historii klubu.
W sezonie 1939/1940 w zagłębiowskiej lidze okręgowej został rozegrany jedynie mecz Zagłębia Dąbrowa Górnicza z Zagłębianką Będzin (4:1). Pozostałe spotkania zostały przełożone wskutek powszechnej mobilizacji, a po wybuchu wojny odwołane.

### Po II wojnie światowej
W trakcie II wojny światowej klub został zlikwidowany. Wiadomo wprawdzie, iż w 1944 roku Unia Sosnowiec rozgrywała mecze towarzyskie z drużynami z Zawiercia i okolic, ale brak danych na temat tego, czy uczestniczyli w nich piłkarze Warty Zawiercie. Znane są natomiast losy kilku przedwojennych piłkarzy Warty. Kazimierz Patyna zginął podczas kampanii wrześniowej, Feliks Pasierbiński poległ w bitwie o Dunkierkę, Stanisław Drzewiecki zmarł podczas bitwy o Monte Cassino, a Romuald Liberski został zamordowany w KL Mauthausen-Gusen. Do pozostałych poległych członków Warty należą M. Borówka (zmarł podczas pobytu na Pawiaku), Szczerba, Spyra oraz Żurek (zamordowani w KL Auschwitz).
W 1945 roku przedwojenny gracz Warty, Marian Merta, wyszedł z inicjatywą reaktywacji klubu. Pomysł został poparty przez przedwojennych działaczy klubu, mianowicie Aleksandra Szczygła, Stefana Januszewskiego, Mariana Molendę, Walentego Musieńkę i Piotra Górnickiego. Starania tych osób zakończyły się pomyślnie, a pierwszym prezesem powojennej Warty został Szczygieł, który wkrótce po wskrzeszeniu klubu poprosił mieszkańców Zawiercia o dostarczenie sprzętu sportowego. Do Warty dołączyło kilkoro piłkarzy grających w niej przed wojną (Tadeusz Kubik, Henryk Kolano, Edward Jaworski, Henryk Wierzbicki, Jan Gwóźdź, Aleksander Chłosta, Zdzisław Sobiechart).
28 lipca 1945 roku utworzony został autonomiczny piłkarski okręg Zagłębia Dąbrowskiego, który bezpośrednio podlegał Polskiemu Związkowi Piłki Nożnej. Oznaczało to powołanie osobnej zagłębiowskiej klasy A, której zwycięzca uzyskiwał prawo gry o mistrzostwo Polski. W sezonie 1945 Warta uczestniczyła w eliminacjach do klasy A, rywalizując w sześciozespołowej grupie. Zawierciańscy piłkarze nie uzyskali awansu, ulegając Przyszłości Żychcice i TS Dąbrowa Górnicza. Problematyczne okazały się braki kondycyjne, techniczne i kadrowe.
W sezonie 1945/1946 Warta Zawiercie nie przystąpiła, jak planowano, do rozgrywek klasy B. Działacze takie postępowanie argumentowali tym, iż klub powinien otrzymać miejsce w klasie A za zasługi. W rundzie jesiennej klub nie był zatem klasyfikowany, a w rundzie wiosennej wszystkie mecze oddał walkowerem. Od nowego sezonu klub uczestniczył już w klasie B. W sezonie 1946/1947 awansował Zew Niemce, a rok później – TUR Olkusz. W 1947 roku prezesem klubu mianowany został Eugeniusz Molenda. W 1949 roku Warta zajęła pierwsze miejsce i awansowała do klasy A, uzyskując bilans bramek 71–27 oraz dysponując dwoma punktami przewagi nad wiceliderem. Czołowymi piłkarzami klubu byli wówczas Zdzisław Kaliński, Copik, Zygmunt Kozieł, Jagielak i Remigiusz Sałecki. Sezon 1949/1950 zespół zakończył na dziewiątym, przedostatnim miejscu w klasie A, wyprzedzając jedynie Jedność Myszków.
W 1951 roku wskutek reorganizacji władz sportowych i utworzenia Powiatowych Komitetów Kultury Fizycznej, dokonano zmiany nazwy klubu na Zakładowy Klub Sportowy „Stal”. Ponadto od 1951 roku zespoły sosnowieckiej klasy A przydzielono do katowickiej klasy wojewódzkiej, wskutek czego rywalami Stali Zawiercie w grupie byli: Włókniarz Częstochowa, Stal Poręba, Zagroda Lubliniec, Budowlani Częstochowa, Stal Częstochowa i Kolejarz Częstochowa. Stal Zawiercie przegrała jeden mecz (2:3 z Włókniarzem) i awansowała do wojewódzkich ćwierćfinałów baraży o awans. W dwumeczu ćwierćfinałowym lepsi okazali się piłkarze Górnika Radzionków, którzy po porażce w Zawierciu 1:3 wygrali u siebie 5:0, eliminując Stal z dalszych gier. W kadrze Stali znajdowali się wówczas Wnuk, Tadeusz Kubik, Henryk Głąb, Władysław Kaliński, Opiłka, Świniarski, Lech, Żymła, Miąsko, Jagielak, Gorczyk, Staśko, Henryk Wierzbicki, Słomka, Wójcik i Jan Milejski.
W 1952 roku Stal Zawiercie przekonująco wygrała grupę ligową z ośmioma punktami przewagi nad drugim GWKS Częstochowa oraz bilansem bramek 76–11. Zespół m.in. wysoko wygrał z Unią Myszków (7:0 i 9:0), Stalą Blachownia (14:0) czy Elektrodynem Częstochowa (6:0). W barażu o mistrzostwo klasy wojewódzkiej zawiercianie grali z Górnikiem Brzozowice-Kamień. W pierwszym meczu padł remis 2:2, zaś w rewanżu przy stanie 1:0 dla Górnika mecz został przerwany z powodu wtargnięcia na boisko zawierciańskich kibiców. Tym samym do dalszej fazy awansował Górnik. W 1953 roku po reorganizacji ligi Stal została przydzielona do klasy A, w której zajęła trzecie miejsce, za WKS Stalinogród i Górnikiem Janów. Odniesiono wówczas zwycięstwa m.in. nad Cedlerem Sosnowiec 9:0 oraz Unią Myszków 5:0. W 1954 roku, mimo wysokich oczekiwań zarządu klub zajął dopiero ósme miejsce w lidze, zdobywając 28 punktów i przegrywając m.in. z Motorem Siemianowice Śląskie 2:6, Górnikiem Będzin 2:5 czy Cedlerem Sosnowiec 1:5.
W 1955 roku nastąpił powrót do dawnej nazwy klubu. Grającym trenerem został wówczas Ginter Powała, który wcześniej był zawodnikiem Budowlanych Chorzów. W tamtym czasie zespół m.in. wygrał z Górnikiem Stalinogród 7:0, Górnikiem Piaski 6:1 czy Stalą Poręba 7:2. W jedenastej kolejce klub grał z Włókniarzem Częstochowa, wygrywając 6:3 po pięciu bramkach Powały zdobytych w drugiej połowie. Warta przegrała jednak osiem spotkań, przez co zajęła szóste miejsce w lidze. Rok później uzyskano drugie miejsce w lidze z identyczną liczbą punktów co pierwszy LKS Lubliniec. W związku z utworzeniem większej liczby grup III ligi, w 1956 roku promowano do niej więcej zespołów; w gronie tych klubów znalazła się zatem także Warta Zawiercie. Zmiana ta wynikła z zastąpienia komitetów kultury fizycznej związkami sportowymi, a co za tym idzie, utworzeniem Zagłębiowskiego Związku Sportowego.
Przed rozpoczęciem pierwszego w historii klubu trzecioligowego sezonu do Warty przeszedł w charakterze grającego trenera Franciszek Tim, reprezentant Polski. Pierwszy mecz w III lidze zawierciańscy piłkarze rozegrali ze Skrą Częstochowa; to spotkanie zakończyło się zwycięstwem Warty 1:0, a bramkę zdobył Ginter Powała. Poza Powałą podstawowymi piłkarzami Warty Zawiercie byli w sezonie 1957 Fishel, Leszek Głąb, Jan Milejski, Nilos, Galiński, Jagielak, Alfred Sulik, Zygmunt Kozieł, Drabik, Kaliński i Maciej Wierzbiński. Zawiercianie wygrali osiem spotkań, m.in. z CKS Czeladź 5:0 i Stalą Poręba 7:2, a także 4:1 ze zwycięzcą grupy, Victorią Częstochowa. Ostatecznie Warta została sklasyfikowana na piątym miejscu, za Victorią, Rakowem Częstochowa, Zagłębianką Będzin i AKS Niwka. W sezonie 1958 na osiemnaście rozegranych spotkań piłkarze Warty przegrali osiem. Klub zdobył 16 punktów i zajął siódme miejsce w lidze.

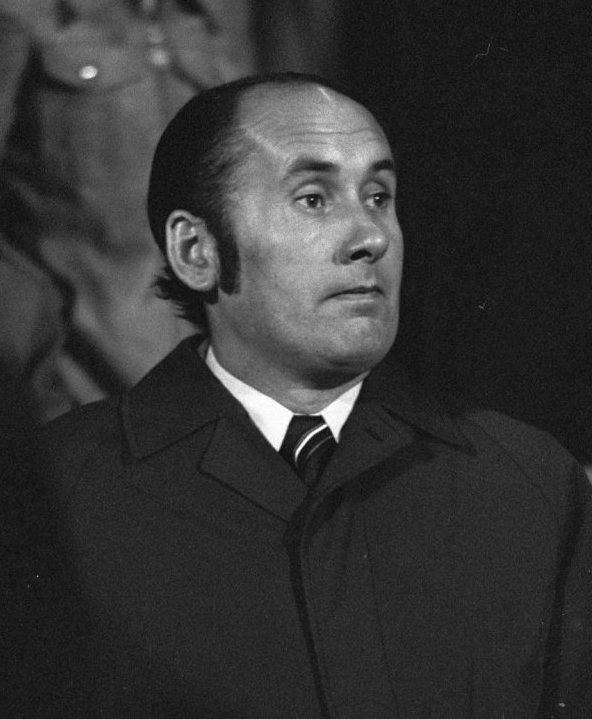
Bogusław Hajdas był piłkarzem Warty Zawiercie pod koniec lat 50.

Zimą 1959 roku Warta była uczestnikiem Zimowego Pucharu „Sportu”. 1 lutego zawiercianie wygrali w Wojkowicach 1:0 z miejscowym Górnikiem, a w kolejnej rundzie ograli w Zawierciu KS Dąbrowa Górnicza 8:1. W następnej rundzie zawierciański zespół grał u siebie z Górnikiem Zabrze z Marianem Olejnikiem, Ernestem Pohlem i Romanem Lentnerem w składzie. Mecz, obserwowany przez 2000 widzów, Warta przegrała 3:6; bramki dla Warty Zawiercie zdobyli Zygmunt Kozieł (dwie) i Maciej Wierzbiński. „Sport” wyeksponował znaczącą przewagę gospodarzy przy stanie 3:4. W ramach przygotowań przed rozpoczęciem sezonu klub zagrał także spotkanie z prowadzoną przez Kazimierza Górskiego i Mieczysława Gracza reprezentacją Polski U-19, którą zawiercianie ograli 3:2. W tym okresie podstawowymi graczami Warty byli Duda, Copik, Piechowski, Marek Masłoński, Galiński, Bogusław Hajdas, Jagielak, Sołecki, Zygmunt Kozieł, Maciej Wierzbiński i Rogoń.
W lidze Warta Zawiercie zajęła w 1959 roku piąte miejsce, wygrywając dziesięć meczów i przegrywając dziewięć, m.in. ze Skrą Częstochowa u siebie 0:4. Zwycięstwa odniesiono wówczas m.in. nad AKS Niwka 6:1 oraz Kolejarzem Sosnowiec 5:3. Po zakończeniu sezonu Franciszek Tim zakończył pracę jako grający trener klubu. W sezonie 1960 zawiercianie także przegrali dziewięć spotkań, ale w obliczu zaledwie pięciu zwycięstw zajęli ósme miejsce, punkt przewagi nad strefą spadkową. Na wyjeździe Warta uległa m.in. spadkowiczowi – Górnikowi Dąbrowa Górnicza – 0:6, a także 1:5 Kolejarzowi Sosnowiec i Victorii Częstochowa, zaś najwyższe porażki u siebie to 1:4 ze Skrą Częstochowa i 0:3 z Rakowem. Sezon 1960/1961 piłkarze zakończyli na piątej pozycji, wygrywając u siebie z mistrzem grupy (Rakowem) 2:0, a ulegając na wyjeździe spadkowiczowi (AKS Niwka) 0:6. W sezonie 1961/1962 Warta Zawiercie zajęła ósme miejsce w tabeli, odnosząc kilka wysokich porażek (1:4 z Budowlanymi Częstochowa i Górnikiem Piaski, 0:4 z CKS Czeladź i Górnikiem Sosnowiec, 0:6 z Górnikiem Wojkowice). Najwyższe zwycięstwa piłkarzy z Zawiercia to 5:0 z Kolejarzem Sosnowiec (wyjazd) i 9:1 z Budowlanymi Częstochowa (dom).
W sezonie 1961/1962 Warta triumfowała w rozgrywkach o Puchar Polski podokręgu śląskiego, dzięki czemu w 1962 roku po raz pierwszy w historii była uprawniona do gry na szczeblu centralnym pucharu. W pierwszej rundzie klub uległ 3:4 drużynie Trenerzy WOZPN Warszawa. W lidze natomiast klub został mistrzem jesieni w swojej grupie, nie przegrywając na tym etapie żadnego meczu. W rundzie rewanżowej piłkarze z Zawiercia przegrali jednak sześć spotkań, w efekcie czego z Wartą punktami zrównał się Górnik Sosnowiec. Z tego powodu Warta i Górnik rozegrali w Wojkowicach baraż o mistrzostwo ligi, który wygrali sosnowiczanie 3:2 (bramki dla Warty Zawiercie zdobyli Rudolf Rak i Maciej Wierzbiński). Szkoleniowcem zawiercian był wówczas Galiński, którego po sezonie zastąpił Jerzy Skorupa.
W sezonie 1963/1964 Pucharu Polski Warta w pierwszej rundzie pokonała 1:0 Garbarnię Kraków po golu Macieja Wierzbińskiego. W kolejnej rundzie zawiercianie grali ze Starem Starachowice. Mimo faktu, iż przegrywali do przerwy 0:2, to w drugiej połowie zawierciańscy piłkarze odrobili straty i po golach Wierzbińskiego, Góralczyka, Rogonia i Tyszczaka wygrali spotkanie 4:3. W 1/16 finału piłkarze Jerzego Skorupy mierzyli się z pierwszoligową Gwardią Warszawa, w barwach której występowało wówczas trzech reprezentantów Polski (Bolesław Lewandowski, Zbigniew Szarzyński, Jan Gawroński). Cieszące się dużym zainteresowaniem spotkanie – według wiceprezesa Merty mecz chciało obejrzeć ponad 10 tysięcy osób – odbyło się 17 listopada. Warta zagrała w składzie: Eugeniusz Wawrzynek – Kazek, Marek Masłowski, Teodor Janczewski, Henryk Kwoczała, Rudolf Rak, Stanisław Góralczyk, Zygmunt Kozieł, Maciej Wierzbiński, Rogoń, a w składzie Gwardii znaleźli się: Zbigniew Pocialik – Wojciech Woźniak, Roman Jurczak, Marek Piotrowski, Lewandowski, Zdzisław Wspaniały, Joachim Marx, Ryszard Szymczak, Krzysztof Wyszomirski, Szarzyński, Gawroński.
Na początku meczu krakowski sędzia Maciarz nie uznał dwóch goli strzelonych przez Wartę. W trzeciej minucie Wierzbiński przelobował piłkę nad Pocialikiem, a ta została wybita przez obrońcę rywali zza linii bramkowej. Następnie bramkę strzelił Stanisław Góralczyk, jednak sędzia odgwizdał spalony. W 30. minucie Joachim Marx oddał strzał przy słupku i dał prowadzenie Gwardii, natomiast dziesięć minut później wynik podwyższył Zbigniew Szarzyński. W drugiej połowie Gwardia skoncentrowała się na defensywie, nie chcąc dopuścić do kolejnych sytuacji bramkowych Warty. Zmiana taktyki przyniosła pierwszoligowcowi oczekiwane efekty, ponadto w miarę trwania meczu piłkarze z Zawiercia mieli coraz większe problemy z kondycją. Mimo to w drugiej połowie obrońca Gwardii zagrał we własnym polu karnym ręką, jednak sędzia nie podyktował rzutu karnego. W 70. minucie spotkania Marek Piotrowski sfaulował Raka, który doznał pęknięcia żebra i musiał opuścić boisko. Pod koniec meczu niektórzy kibice rzucali na boisko przedmioty takie jak butelki, jabłka i kamienie. Wynik natomiast nie uległ zmianie i Gwardia wygrała 2:0.
| 17 listopada 1963 | Warta Zawiercie | 0:2 | Gwardia Warszawa · Marx 30' · Szarzyński 40' | boisko przy ul. Senatorskiej, Zawiercie Widzów: 5000 Sędzia: J. Maciarz |
|                   |                 |     |                                              |                                                                         |

W lidze Warta Zawiercie odniosła 19 zwycięstw w 22 meczach, wygrywając grupę z 12 punktami przewagi nad CKS Czeladź. Zawiercianie nie tylko grali ofensywnie, zdobywając 63 gole i wygrywając dziewięć spotkań różnicą przynajmniej trzech goli, ale byli także skuteczni w defensywie. Wzmocniło to nadzieje kibiców na awans do II ligi. W barażach o awans Warta Zawiercie rywalizowała z Victorią Jaworzno, Dębem Katowice, Starem Starachowice i Resovią. Pierwszy mecz zawiercianie przegrali 2:3 z Resovią, po czym ograli Dąb 2:1, przegrali ze Starem 0:1 i wygrali z Victorią 2:0. W spotkaniach rewanżowych Warta zremisowała 4:4 z Resovią i przegrała trzy pozostałe mecze (1:3 z Dębem, 2:3 ze Starem i 2:7 z Victorią). W efekcie klub z Zawiercia zajął ostatnie miejsce w grupie z pięcioma punktami. Grupę wygrała Victoria, która uzyskała dwanaście punktów.
| LP | Drużyna           | M | W | R | P | G+ | G– | +/− | Pkt |
| -- | ----------------- | - | - | - | - | -- | -- | --- | --- |
| 1  | Victoria Jaworzno | 8 | 5 | 2 | 1 | 24 | 12 | +12 | 12  |
| 2  | Dąb Katowice      | 8 | 2 | 4 | 2 | 15 | 13 | +2  | 8   |
| 3  | Star Starachowice | 8 | 3 | 2 | 3 | 11 | 13 | −2  | 8   |
| 4  | Resovia           | 8 | 2 | 3 | 3 | 15 | 20 | −5  | 7   |
| 5  | Warta Zawiercie   | 8 | 2 | 1 | 5 | 15 | 22 | −7  | 5   |

W sezonie 1964/1965 zawierciański klub po raz ostatni wystąpił na szczeblu centralnym Pucharu Polski. Wówczas to Warta grała w pierwszej rundzie z Unią Tarnów. W drugiej połowie spotkania zawiercianie wypracowali przewagę i strzelili dwa gole, jednak w całym meczu stracili pięć i odpadli z dalszej fazy rozgrywek. Prasa opisywała zwycięstwo Unii jako „w pełni zasłużone”.
W lidze Warta nie nawiązała do poprzedniego sezonu. Mimo zwycięstw m.in. z Kolejarzem Sosnowiec 8:1 i 6:0 z Polonią Sosnowiec klub przegrał czternaście spotkań i zajął jedenaste miejsce, przy czym z ligi spadały wówczas drużyny z miejsc od dwunastego do czternastego. Kolejny sezon Warta ponownie zakończyła na jedenastej pozycji z czternastoma porażkami, przy czym najwyższą przegraną było 0:6 z Górnikiem Piaski. Jednakże w związku z reorganizacją rozgrywek, polegającą na utworzeniu ligi międzywojewódzkiej, z trzeciego poziomu rozgrywek spadały wszystkie zespoły z wyjątkiem mistrza i wicemistrza. Stąd też w sezonie 1966/1967 Warta Zawiercie występowała w lidze okręgowej, będącej czwartym poziomem rozgrywkowym.
W 1966 roku Warta Zawiercie zmieniła stadion. Używany od 1936 obiekt przy ulicy Senatorskiej zastąpił Stadion 1000-lecia Państwa Polskiego. W meczu inaugurującym otwarcie stadionu oldboje Warty przegrali 2:4 z Ruchem Chorzów. 8 stycznia tego samego roku zatwierdzono nowy statut klubu, otwierający możliwość finansowania klubu przez wszystkie zawierciańskie zakłady w miejsce jedynego dotychczasowego sponsora – Odlewni Żeliwa. Z tego samego powodu zmieniono nazwę klubu na Międzyzakładowy Klub Sportowy Warta Zawiercie, podkreślając zaangażowanie licznych zawierciańskich zakładów w działalność klubu.
W pierwszej kolejce sezonu 1966/1967 Warta przegrała z AKS Chorzów 1:7. W późniejszych spotkaniach zawodnicy wygrali jednak z czołowymi klubami ligi – Slavią Ruda Śląska i CKS Czeladź po 2:1, a w tabeli zajęli siódme miejsce. Po zakończeniu sezonu drużyna po raz pierwszy w historii wyjechała na zagraniczny mecz. W towarzyskim spotkaniu rozegranym w Czechosłowacji zawiercianie przegrali z Banikiem Karwina 1:5.
Sezon 1967/1968 rozpoczął się dla Warty Zawiercie m.in. zwycięstwami z Wawelem Wirek 3:0, Victorią Częstochowa 9:1 oraz Piastem II Gliwice 2:1. W rundzie wiosennej posadę trenera objął Tadeusz Maślak. Zawierciańscy piłkarze odnieśli jednak wówczas serię dziesięciu meczów bez zwycięstwa, przez co zajęli czternastą pozycję w tabeli i spadli do klasy A, po czym Maślak został zwolniony. W sezonie 1968/1969 Warta Zawiercie pod wodzą Leona Wolnego zajęła pierwsze miejsce w klasie A (wygrywając m.in. 5:0 ze Stradomiem Częstochowa, 7:0 z Barbarą Częstochowa oraz Budowlanymi Częstochowa, a także 15:1 ze Zniczem Kłobuck) i wywalczyła awans do klasy okręgowej. W tamtym okresie piłkarzami klubu byli Marian Zięba, Tadeusz Majchrzak, Konrad Duszota, Jacek Słowikowski, Bogusław Pniak, Stanisław Gajecki, Andrzej Lenartowicz, Maciej Wierzbiński, Radosław Kapa, Zygmunt Maciążek, Marian Chabrzyk, Zbigniew Siewior, Antoni Rak, Józef Mucha, Morawiec, Longin Kaznodziej, Józef Bień i Janusz Kuśmierski. Po awansie do klasy okręgowej, w sezonie 1969/1970 trenerem był Józef Poticha, a klub zajął wówczas jedenaste miejsce, wygrywając m.in. z drugim Górnikiem Jastrzębie 2:0; ogółem zawiercianie wygrali jedenaście spotkań, a przegrali dwanaście.
Na sezon 1970/1971 szkoleniowcem klubu zarząd wybrał Aleksandra Dziurowicza. Pierwszym wygranym przez Wartę meczem było w tamtym sezonie spotkanie z Gwarkiem Tarnowskie Góry w trzynastej kolejce. Mimo stosowania przez Dziurowicza nowoczesnych metod treningowych piłkarze przegrali dziewiętnaście spotkań w lidze i zajęli ostatnie miejsce, skutkujące relegacją do klasy A. Sezon 1971/1972 zawierciański klub zakończył na drugim miejscu w klasie A, punkt za Jednością Michałkowice. Rok później prowadzony przez Ryszarda Macha zespół wywalczył awans. Piłkarze przegrali wówczas tylko jedno spotkanie (walkowerem z Łazowianką Łazy), uzyskiwali ponadto wysokie wygrane, jak 10:0 z Budowlanymi Ogrodzieniec, 9:0 z Przemszą Siewierz czy 12:1 z LZS Poręba, a sezon zakończyli z jedenastopunktową przewagą nad drugim Mystalem Myszków. W tym okresie prezesem Warty został Zygmunt Kozieł. W sezonie 1973/1974 zawierciański klub zajął szóste miejsce w lidze okręgowej (szczebel B), a rok później odniósł zwycięstwa m.in. z Victorią Częstochowa 8:1, AZS Częstochowa 10:1 i RKS Grodziec 10:0. Ogółem Warta Zawiercie zdobyła 31 punktów i zakończyła sezon na trzecim miejscu, za Sarmacją Będzin i Zgodą Bielszowice. W sezonie 1975/1976 zawiercianie wygrali szesnaście razy (m.in. 6:0 w derbach Zawiercia z Włókniarzem) i zostali mistrzem ligi, uzyskując trzy punkty przewagi nad Zagłębiem II Sosnowiec. Jednakże w związku z reformą administracyjną władze piłkarskie dokonały wówczas reorganizacji lig w województwie katowickim, polegającej na zmniejszeniu liczby grup klasy regionalnej i powołaniu ligi międzywojewódzkiej. Z tego powodu Warta mimo zajęcia pierwszego miejsca w grupie nie uzyskała awansu.
Po reformie rozgrywek Warta występowała w klasie wojewódzkiej, uzyskując dalsze miejsca w tabeli. Piłkarzami klubu w tym okresie byli: Józef Mucha, Marek Markowski, Zbigniew Siewior, Andrzej Flak, Andrzej Lenartowicz, Jarosław Nowowiejski, Józef Skonieczny, Antoni Rak, Józef Bratek, Adam Kościanek, Lesław Witkowicz, Robert Olmiński, Włodzimierz Żmuda, Zbigniew Małek, Zbigniew Sołtysik, Ryszard Olmiński, Paweł Żyła, Leszek Górnicki i Mirosław Połcik. W 1977 roku zawiercianie zajęli dziesiąte miejsce, przegrywając w trakcie sezonu m.in. 0:8 z Zagłębianką. Następnie uzyskano dwunaste miejsce, a w sezonie 1978/1979 – czternaste.

### Fuzja z Włókniarzem Zawiercie
Zgodnie z uchwałą Miejskiej Rady Narodowej 29 września 1979 roku doszło do fuzji MKS Warta Zawiercie oraz KS Włókniarz Zawiercie – wielosekcyjnego klubu powstałego w 1948 roku przy Zawierciańskich Zakładach Przemysłu Bawełnianego. 4 lutego 1980 roku walne zgromadzenie obu klubów powołało Międzyzakładowy Robotniczy Klub Sportowy Warta Zawiercie, którego prezesem został Zygmunt Kozieł. Klub przybrał barwy biało-zielone (Włókniarza) w miejsce wcześniej stosowanych biało-czerwonych. W wyniku fuzji do Warty przeszli tacy zawodnicy Włókniarza, jak Czesław Gryc, Stanisław Jaworski, Marek Straszak i Krzysztof Dorobisz.
Założeniem towarzyszącym połączeniu Warty i Włókniarza było stworzenie jednego, silnego klubu w Zawierciu. Brak finansowego wsparcia urzędu miasta oraz lokalnych zakładów pracy spowodował, że prezes Kozieł powołał w klubie działalność usługową, tworząc brygady remontowo-budowlane, a także propagował sport w mieście.
Pierwszym trenerem Warty po fuzji z Włókniarzem był Czesław Suszczyk. Słabe wyniki w rundzie jesiennej (trzy zwycięstwa na piętnaście spotkań) spowodowały, że decyzją zarządu Suszczyka w rundzie wiosennej zastąpił Franciszek Karmański, który znacząco zmienił skład zespołu. Pod wodzą Karmańskiego zawierciańscy piłkarze wygrali pięć spotkań i zajęli na koniec sezonu dziesiąte miejsce. W sezonie 1980/1981 zawodnicy prowadzeni przez Karmańskiego wygrali pięć spotkań, jednak po dwudziestej kolejce (2:1 z Zagłębianką) zarząd zwolnił dotychczasowego trenera, angażując w jego miejsce Mariana Chabrzyka. Ostatecznie Warta zakończyła wówczas rozgrywki na dwunastej pozycji. W sezonie 1981/1982 trenerem klubowym był Marian Ostafiński. Zawodnicy przegrali wówczas piętnaście spotkań (w tym 0:5 z Górnikiem Wojkowice i Carbo Gliwice oraz 0:6 z Zagłębianką i Górnikiem Siersza), co skutkowało przedostatnim miejscem w tabeli z punktem przewagi nad Wawelem Wirek. Po zakończeniu sezonu Ostafińskiego zastąpił Bogusław Pniak. W sezonie 1982/1983 Warta Zawiercie przegrała dziewiętnaście meczów i zajęła ostatnie miejsce, spadając do klasy terenowej.
Sezon 1983/1984 klub zakończył dwunastym miejsce w klasie terenowej, jeden punkt nad strefą spadkową, w której znalazła się Szczakowianka Jaworzno. Po sezonie do sztabu szkoleniowego dołączył trener Marian Chabrzyk. Klub, w którego składzie znajdowali się wówczas w przeważającej części młodzi zawodnicy, awansował w sezonie 1984/1985 do klasy okręgowej, wygrywając siedemnaście meczów i uzyskując identyczną liczbę punktów co drugi Hutnik Dąbrowa Górnicza. Sezon 1985/1986 piłkarze z Zawiercia zakończyli na przedostatniej pozycji w tabeli, przed LKS Stara Wieś. Zawiercianie przegrali m.in. ze zwycięzcą grupy – Górnikiem Czerwionka – 1:5. Sezon 1986/1987 zakończył się dla zawiercian zajęciem jedenastego miejsca w klasie terenowej, zaś rok później – szóstego. W sezonie 1988/1989 prowadzona Warta Zawiercie zajęła drugie miejsce w tabeli, wygrywając szesnastokrotnie (m.in. 6:0 z KS Olkusz, 6:1 z Victorią II Jaworzno czy 4:0 ze Stalą Poręba, Bolesławem Bukowno i Pilicą Wierbka). Kadrę klubu stanowili wówczas Józef Mucha, Grzegorz Warnke, Wojciech Górski, Andrzej Kozłowski, Emil Świstak, Leszek Górnicki, Zdzisław Zimny, Krzysztof Nowowiejski, Marek Straszak, Robert i Ryszard Olmińscy, Krzysztof Węglarz, Dariusz Słaboń, Andrzej Opałka, Arkadiusz Chabrzyk, Jacek Kaleta, Andrzej Zdański, Jacek Czarnecki, Grzegorz Kulawiak, Dariusz Chyć, Adam Gorgoń i Kowalik. Z uwagi na reorganizację ligi polegającą na zmniejszeniu liczby grup klasy okręgowej i utworzeniu ligi makroregionalnej, Warta Zawiercie nie awansowała o poziom wyżej, a poprzez zajęcie drugiej pozycji jedynie zapewniła sobie pozostanie na piątym poziomie ligowym, określanym od reorganizacji jako klasa okręgowa.
Po zakończeniu sezonu nowym trenerem zawierciańskiego klubu został Andrzej Lenartowicz. Warta zajęła pod jego wodzą piąte miejsce i zdobyła łącznie 75 goli, do czego przyczyniły się m.in. wygrane z Polonią Łaziska 8:1, Zagłębiem II Sosnowiec 8:3 czy Górnikiem Sosnowiec 6:1 i 9:0. Po zakończeniu sezonu Lenartowicza zastąpił Józef Bratek. W sezonie 1990/1991 klub zajął szóste miejsce w lidze, wygrywając, podobnie jak w poprzednim sezonie, czternaście spotkań. W połowie 1991 roku trenerem Warty ponownie został Lenartowicz. Z uwagi na przypadający wówczas jubileusz siedemdziesięciolecia istnienia klubu, zarząd założył awans do ligi śląskiej. Ponadto w tym okresie zmieniono nazwę klubu na Miejski Klub Sportowy Warta Zawiercie. W ramach przedsezonowych przygotowań wyjechano na Ukrainę, rozgrywając mecze towarzyskie z Karpatami Lwów (2:2) i Hałyczyną Drohobycz (2:4). W rozgrywkach ligowych klub odniósł 23 zwycięstwa, wygrywając m.in. w drugiej kolejce z Przemszą Klucze 7:0. W całym sezonie zespół zdobył 76 bramek, a najlepszym strzelcem został Andrzej Kozłowski. Warta zakończyła zmagania na pierwszym miejscu, z punktem przewagi nad Górnikiem Jaworzno, i awansowała do ligi śląskiej.
Po awansie dokonano transferów, wzmacniając skład klubu takimi zawodnikami, jak Waldemar Gawara, Sylwester Lempa, Marek Matura, Henryk Janosz, Rafał Fotek, Krzysztof Andrzejewski, Grzegorz Dymarczyk czy Grzegorz Witkowicz. Ponadto z Rakowa Częstochowa do Warty wrócił Zbigniew Sołtysik. W rundzie jesiennej piłkarze z Zawiercia wygrali siedem meczów, jednak wiosną byli w słabszej dyspozycji, zwyciężając w czterech spotkaniach (w tym w dwóch meczach oddanych walkowerem). W efekcie Warta zajęła dziewiąte miejsce w tabeli; najlepszym strzelcem ponownie był Kozłowski, który zdobył czternaście bramek. Kolejny sezon zawiercianie rozpoczęli od zwycięstwa 1:0 z Górnikiem Libiąż, jednak następnie odnieśli serię siedmiu meczów bez zwycięstwa, skutkiem czego posadę trenera utracił Andrzej Lenartowicz; nowym szkoleniowcem został Tadeusz Majchrzak. Uzyskawszy 28 punktów, Warta obroniła się przed spadkiem, zajmując czternaste miejsce. Sezon później odniesiono zwycięstwa jedynie w pięciu meczach, przez co Warta Zawiercie zajęła przedostatnie miejsce w tabeli z dorobkiem 22 punktów i spadła do klasy okręgowej.
W sezonie 1995/1996 posadę trenera dzielili Majchrzak i Marian Chabrzyk. W dziesięciu pierwszych kolejkach wygrano dziewięciokrotnie, m.in. 7:1 ze Szczakowianką oraz 5:1 z Bolesławem Bukowno. Następnie nastąpiła seria trzech przegranych meczów z rzędu, i mimo wysokich zwycięstw 10:0 z Przemszą Klucze, 6:1 z KS Olkusz czy 7:1 z CKS II Czeladź, zawiercianie zajęli ostatecznie drugie miejsce z ośmioma punktami straty do Zagłębia Sosnowiec. Po zakończeniu sezonu Majchrzak z powrotem objął samodzielne kierowanie drużyną. Kadrę Warty stanowili wówczas Michał Jaworski-Nowak, Paweł Gaworek, Zbigniew Sołtysik, Krzysztof Węglarz, Dariusz Bzdęga, Paweł Pniak, Krzysztof Andrzejewski, Stanisław Znamirowski, Dariusz Słaboń, Grzegorz Dymarczyk, Tomasz Dziwiński, Zbigniew Wesołek, Bogdan Szadkowski, Grzegorz Kulawiak, Mariusz Mędera, Przemysław Przybylski, Marcin Szemla, Mariusz Piasecki, Adam Ciepak i Grzegorz Witkowicz. W sezonie 1996/1997 piłkarze ci zajęli trzecie miejsce w klasie okręgowej, tracąc do zwycięzcy grupy – Szczakowianki – osiemnaście punktów.
W 1997 roku grającym trenerem Warty został Zbigniew Sołtysik. W pierwszej kolejce sezonu 1997/1998 zawiercianie przegrali 1:2 z Zagłębiakiem Dąbrowa Górnicza, a w czwartej – 3:4 z Hutnikiem Trzebinia. Następnie piłkarze odnotowali serię 26 meczów bez porażki, wygrywając m.in. 8:0 i 7:0 z Górnikiem Wesoła. Dzięki tym rezultatom po 22. kolejce Warta objęła prowadzenie w grupie i zajęła dające awans pierwsze miejsce na koniec sezonu, z pięcioma punktami przewagi nad Czarnymi Sosnowiec oraz stosunkiem bramek 85–22. Sezon 1998/1999 IV ligi Warta Zawiercie rozpoczęła od pokonania na wyjeździe 1:0 AKS Górnik Niwka, a następnie przegranej 0:1 ze Szczakowianką Jaworzno. Po szóstej kolejce (wygrana 2:0 z Góralem Żywiec) klub objął prowadzenie w lidze i kontynuował serię spotkań bez porażki, którą zakończyła przegrana z Fablokiem Chrzanów 2:3 w szesnastej kolejce. Ostatecznie na przestrzeni całego sezonu Warta Zawiercie przegrała trzy mecze, wygrywając 22 i zdobywając 75 punktów. Pozwoliło to na zajęcie pierwszej pozycji i awans do III ligi z dwunastopunktową przewagą nad drugą Victorią Jaworzno. Ponadto królem strzelców ligi z 23 golami został Bogdan Szadkowski. Skład Warty tworzyli wówczas Szadkowski, Grzegorz Sokołowski, Stanisław Churek, Dariusz Kurek, Marek Dziuk, Tomasz Dziwiński, Paweł Pniak, Sławomir Migoń, Grzegorz Dymarczyk, Marcin Szemla, Grzegorz Kulawiak, Robert Kobyliński, Jarosław Włodarczyk, Dariusz Gładysz, Dariusz Bzdęga, Krzysztof Andrzejewski i Krzysztof Gawlik.

### Upadek
Przed rozpoczęciem rozgrywek trzeciej ligi sezonu 1999/2000 do Warty Zawiercie przeszli piłkarze występujący w przeszłości w I lidze: Krzysztof Pawłowski, Adam Churek, i Robert Załęski. Sezon zespół rozpoczął od porażki 0:1 z Unią Skierniewice i zwycięstwa 2:1 z Mieniem Lipno. W szóstej kolejce natomiast przegrał w Zawierciu 1:2 z Zagłębiem Sosnowiec, który to mecz obserwowało 4500 widzów. Po meczu doszło do bójki z udziałem kibiców obu drużyn.
| 25 sierpnia 1999 | Warta Zawiercie · Szadkowski 35' | 1:21:1 | Zagłębie Sosnowiec · Zudin 23' · Stawecki 59' | Stadion 1000-lecia Państwa Polskiego, Zawiercie Widzów: 4500 |
|                  |                                  |        |                                               |                                                              |

Przez cały sezon zespół prezentował nierówną formę, co poskutkowało zajęciem dziesiątego miejsca w tabeli. Piłkarze przegrali i wygrali identyczną liczbę spotkań – po jedenaście. Najlepszym strzelcem klubu był Szadkowski, który zdobył dwanaście goli.
Przed rozpoczęciem kolejnego sezonu nowym piłkarzem klubu został Jan Spychalski, który rozegrał 132 mecze w I lidze. Warta nie wygrała w czterech pierwszych kolejkach ligowych żadnego meczu. W efekcie na stanowisku trenera Zbigniewa Sołtysika zastąpił Andrzej Lenartowicz. W rundzie jesiennej Warta wygrała z Rakowem Częstochowa 10:0, łącznie wygrywając pięciokrotnie i odnosząc siedem porażek, w tym 0:6 z Inkopaxem Wrocław.
W przerwie zimowej z przyczyn finansowych wycofano drużynę rezerw, a z pierwszej drużyny odeszli wówczas tacy zawodnicy, jak Adam Churek, Sebastian Kotyl, Krzysztof Pawłowski, Jan Spychalski i Robert Załęski. Podczas rundy wiosennej Warta Zawiercie nie poprawiła rezultatów, kończąc sezon siedmioma meczami bez zwycięstwa z rzędu i zajmując osiemnastą pozycję, oznaczającą spadek z ligi. Ostatni mecz sezonu klub rozegrał z Inkopaxem Wrocław w składzie: Michał Jaworski-Nowak (Grzegorz Sokołowski) – Tomasz Dziwiński, Bogdan Szadkowski, Robert Majchrzak, Paweł Pniak, Krzysztof Andrzejewski, Marcin Bryła, Hadrych, Michał Zając, Karol Dąbrowski i Robert Duch, który był autorem jedynej bramki dla Warty w tym spotkaniu.
| 16 czerwca 2001 | Warta Zawiercie · Duch 68' | 1:20:1 | Inkopax Wrocław · Chełpa 13' · Flejterski 64' | Stadion 1000-lecia Państwa Polskiego, Zawiercie Widzów: 300 |
|                 |                            |        |                                               |                                                             |

W związku z utratą głównego sponsora – Huty Zawiercie, 20 sierpnia 2001 roku Nadzwyczajne Walne Zgromadzenie MKS Warta przy nieobecności prezesa podjęło jednomyślną uchwałę o postawieniu klubu w stan upadłości. Jako przyczynę podano problemy organizacyjne i finansowe. Klub nie był w stanie uregulować zobowiązań finansowych po awansie do III ligi, odnotowując straty po 200 tysięcy złotych w 1999 i 2000 roku, a w 2001 roku – ponad 70 tysięcy. Zatem po zakończeniu rozgrywek klub został rozwiązany.
Po rozwiązaniu Warty Zawiercie wielu jej graczy przeszło do innego zawierciańskiego klubu – Źródła Kromołów, które w sezonie 2004/2005 wywalczyło trzecie miejsce w IV lidze. Juniorskie zespoły Warty przejął natomiast TKKF Stadion Zawiercie

### Reaktywacja
22 października 2003 roku z inicjatywy Michała Bochenkiewicza i Macieja Smolenia powstała strona internetowa poświęcona Warcie Zawiercie. Podstawowymi założeniami strony było upamiętnienie klubu oraz rozmowy na temat jego ewentualnej reaktywacji. W grudniu 2003 roku przy pomocy radnego Jarosława Chłosty miało miejsce spotkanie, podczas którego wyrażono chęć reaktywacji klubu. W lutym 2004 roku doszło do rozmów w sprawie przeniesienia Klubu Sportowego Zapora Przeczyce do Zawiercia i zmiany nazwy klubu na Klub Sportowy Warta Zawiercie, jednak na połączenie klubów w marcu nie wyraziła zgody komisja sportu przy Radzie Miejskiej. W związku z tym Bochenkiewicz zrezygnował z pomysłu fuzji z innym klubem i podjął działania mające na celu założenie klubu piłkarskiego od podstaw. Po dopełnieniu formalności klub został zarejestrowany 23 lipca 2004 roku jako Klub Sportowy Warta Zawiercie. Cztery dni później ogłoszono nabór trampkarzy do klubu, a do 2006 roku w rozgrywkach uczestniczyli jedynie juniorzy Warty Zawiercie. W 2006 roku powołano seniorski zespół, do którego włączono młodych zawodników, przeważnie z rocznika 1988. Trenerem został Wojciech Freihofer, a Warta została zgłoszona do rozgrywek klasy B. Z uwagi na ewentualną konieczność zatrudnienia ochroniarzy w przypadku meczów w Zawierciu, domowe mecze Warta rozgrywała w Łazach na stadionie KKS Łazowianka.
27 sierpnia 2006 roku Warta Zawiercie zainaugurowała rozgrywki w klasie B, wygrywając 4:2 ze Skalniakiem Kroczyce. W tym meczu grali: Jakub Stępczyński, Marcin Bochenkiewicz, Jacek Grabowski, Karol Sapota, Łukasz Czernek, Robert Grabowski (Maciej Jeziorowski), Bartłomiej Kubik, Marcin Wałek, Dawid Gawiński (Tomasz Dobrowolski), Bartosz Parzniewski i Kamil Radosz. W dalszej części rundy jesiennej zespół wygrał jeszcze dwa spotkania (4:2 z MKS Sławków i 3:0 z Zaporą Przeczyce), a łącznie przegrał szesnaście, najwyżej ulegając Łazowiance 0:10. Z powodu braku sponsorów i odrzuconego podania o dofinansowanie klubu z Urzędu Miasta klub został wycofany przed rundą wiosenną, a wszystkie mecze rundy rewanżowej oddano walkowerem. Ostatecznie klub zajął dziesiąte – przedostatnie – miejsce w klasie B, z dziesięcioma zdobytymi punktami i bilansem bramek 15–64.
Po rozpadzie klubu drużyny juniorskie przejęła Olimpia Blanowice, zaś po roku rodzice wyszli z inicjatywą założenia nowego klubu, w którym mogłyby grać ich dzieci. W ten sposób w lutym 2008 została powołana Jurajska Szkółka Piłkarska (JSP) Warta Zawiercie, której prezesem został Benedykt Freihofer. Inicjatorem powołania seniorskiej drużyny był jednak ówczesny dyrektor Ośrodka Sportu i Rekreacji w Zawierciu, Witold Grim. 17 czerwca 2009 roku zarząd JSP powołał Autonomiczną Sekcję Piłki Nożnej Seniorów Warta Zawiercie. Trenerem piłkarzy został Grim. Zawodnikami zostali m.in. piłkarze dawnego MKS Warta Zawiercie, jak Robert Majchrzak, Dawid Gajecki i Michał Jaworski-Nowak, ponadto w składzie znaleźli się niektórzy juniorzy JSP.
W sezonie 2009/2010 klub uczestniczył w klasie B. W pierwszym spotkaniu zwyciężono 6:0 z Koroną Rokitno Szlacheckie; w tym meczu zagrali Bartosz Romanek – Tomasz Dziwiński, Dawid Gajecki, Włodzimierz Mukamiełow, Piotr Bołdys (Maciej Mackiewicz), Artur Kondas, Łukasz Kozłowski, Robert Majchrzak, Karol Dąbrowski (Błażej Prędki), Marcin Gryc (Grzegorz Przybysz), Wojciech Czapla (Rafał Zimny). W rundzie jesiennej zawiercianie wygrali sześć spotkań (w tym 11:0 z Iskrą Psary), ale przegrali dwa i do liderującej Błyskawicy Preczów tracili sześć punktów. W rundzie rewanżowej zawierciańscy piłkarze nie przegrali żadnego spotkania (wygrane 1:0 z Błyskawicą i Sarmacją II Będzin, 6:0 z Iskrą Psary i Płomieniem Niegowonice czy 9:0 z Olimpią Włodowice) i na dwie kolejki przed zakończeniem sezonu zapewnili sobie awans do klasy A. Ostatecznie Warta zajęła drugie miejsce w tabeli, trzy punkty za Błyskawicą. Sezon 2010/2011 w klasie A Warta Zawiercie rozpoczęła od trzech zwycięstw, jednak następnie zawiercianie przegrali kolejne trzy spotkania. 30 października w derbach Zawiercia Warta pokonała Źródło Kromołów 6:0, jednakże zmienna forma spowodowała, iż po zakończeniu rundy klub znajdował się na czwartym miejscu w tabeli. W przerwie zimowej ze stanowiska trenera ustąpił Witold Grim, który został radnym Sejmiku Województwa Śląskiego. Nowym trenerem został Grzegorz Kulawiak. W pierwszym meczu ligowym pod wodzą Kulawiaka Warta uległa Przemszy Siewierz 1:7. Ogółem w rundzie wiosennej piłkarze z Zawiercia wygrali trzy mecze i zakończyli sezon na dziewiątym miejscu w tabeli.
Po zakończeniu sezonu nastąpiły zmiany w organizacji klubu. Decyzją zarządu Autonomiczna Sekcja Piłki Nożnej Warta Zawiercie odłączyła się od Jurajskiej Szkółki Piłkarskiej. W związku z tym 4 sierpnia 2011 roku na zebraniu założycielskim powołano Klub Piłkarski Warta Zawiercie, który dzień później został zarejestrowany w starostwie powiatowym. 10 sierpnia wybrano prezesa klubu, którym został Bogdan Janikowski.
Przed rozpoczęciem sezonu klub pozyskał Bogdana Szadkowskiego. Sezon 2011/2012 Warta rozpoczęła od zwycięstwa 3:1 z Przemszą Siewierz, jednak po przegranych 2:3 z Cyklonem Rogoźnik i Niwami Brudzowice w październiku nastąpiła zmiana trenera – w miejsce Grzegorza Kulawiaka grającym trenerem został Szadkowski. Pod jego wodzą zawiercianie wygrali wszystkie pozostałe mecze rundy jesiennej, a w pierwszym meczu prowadzonym przez Szadkowskiego Warta Zawiercie pokonała KS Giebło 8:0. W rundzie wiosennej piłkarze Warty przegrali dwukrotnie (0:3 z Przemszą i 0:2 z Pionierem Ujejsce), a wygrali dwanaście razy. Ogółem Warta odniosła 24 zwycięstwa i zajęła pierwsze miejsce w grupie z 73 punktami, awansując tym samym do klasy okręgowej.
Przed rozpoczęciem nowego sezonu Warta Zawiercie rozpoczęła prowadzenie działalności gospodarczej, otwierając klubową kawiarnię. W pierwszym meczu sezonu zawierciańscy piłkarze wygrali z Uranią Ruda Śląska 4:0, a w drugim – 5:0 z Wawelem Wirek. W rundzie jesiennej klub przegrał jedno spotkanie (0:4 z Podlesianką Katowice), jednakże w rundzie rewanżowej odniósł kolejne sześć porażek. Tym samym Warta zakończyła sezon na piątym miejscu w lidze. Po zakończeniu sezonu z klubu odszedł Bogdan Szadkowski, a nowym szkoleniowcem zawiercian został Andrzej Wróblewski. Na początku sezonu Warta wygrała m.in. 8:1 z Jastrzębiem Bielszowice i przegrała 0:6 z Tęczą Błędów. W przerwie zimowej do klubu dołączył Adrian Marek, uczestnik Mistrzostw Świata U-20 2007. W rundzie wiosennej piłkarze wygrali dziesięć spotkań, a w całym sezonie – dziewiętnaście, zdobywając 63 punkty i zajmując drugie miejsce w grupie. W pierwszych dziesięciu kolejkach sezonu 2014/2015 Warta Zawiercie wygrała osiem spotkań, po których nastąpiła seria trzech przegranych z rzędu. W całym sezonie Warta wygrała szesnaście razy, a przegrała dziesięć, i zajęła piąte miejsce w lidze. Po zakończeniu sezonu klub opuścił Andrzej Wróblewski, a jego funkcję objął Robert Majchrzak.
W sezonie 2015/2016 Warta Zawiercie była faworytem do awansu. Jedyną przegraną piłkarzy Warty w całym sezonie była porażka 0:1 z Odrą Miasteczko Śląskie w jedenastej kolejce. Ogółem w sezonie uzyskano 79 punktów, o 17 więcej od drugiej Unii Dąbrowa Górnicza. Awans do czwartej ligi piłkarze zapewnili sobie w 27. kolejce, po wygranej 10:1 z Naprzodem Lipiny. Zdobyta przez Wartę w tamtym sezonie ligowym liczba goli (103) i zwycięstw (25) była najlepszym rezultatem w historii klubu. Kadrę zawierciańskiego zespołu stanowili wówczas Łukasz Cogiel, Sławomir Liberski, Artur Tomanek, Piotr Białek, Krystian Białkowski, Łukasz Kozłowski, Adrian Marek, Damian i Michał Sołtysikowie, Patryk Taraszkowski, Kamil Ziaja, Damian Adamiecki, Artur Cholewka, Patryk Grim, Dominik Kuklewski, Robert Majchrzak, Adrian Matusiak, Michał Mąka, Bartosz Wacławik, Karol Janikowski, Dawid Karpiński, Sebastian Radosz, Maciej Wolny i Bartosz Zachara. Najlepszym strzelcem został Mąka, który zdobył 25 bramek.
W pierwszy meczu sezonu 2016/2017 Warta Zawiercie wygrała 2:0 z Ruchem II Chorzów. W rundzie jesiennej zawodnicy reprezentujący zawierciański klub wygrali dwanaście razy, w tym 2:1 z Ruchem Radzionków i 3:1 z Szombierkami Bytom. Podczas rundy wiosennej klub awansował do finału Puchar Polski na szczeblu Śląskiego ZPN podokręgu Sosnowiec, gdzie wygrał z Przemszą Siewierz 3:1, a na szczeblu Śląskiego ZPN klub przegrał w pierwszej rundzie z WSS Wisła 0:1. W lidze natomiast piłkarze nie nawiązali wynikami do rundy jesiennej, zwyciężając pięciokrotnie; ponadto w pięciu ostatnich meczach sezonu zdobyli jeden punkt. Ogółem klub uzyskał 55 punktów i zajął szóste miejsce w tabeli. Po zakończeniu sezonu z funkcji trenera zrezygnował Majchrzak, a zastąpił go Andrzej Orzeszek.
We wrześniu 2017 roku Warta Zawiercie podpisała porozumienie o współpracy z Akademią Zagłębia Sosnowiec, w myśl którego utalentowani zawodnicy zawierciańskiego klubu będą przechodzić do Zagłębia, a osoby, które nie będą występowały w pierwszym składzie Zagłębia, uzyskają możliwość gry w Warcie.

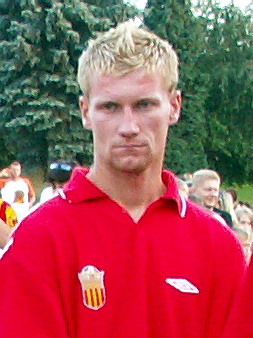
Marcin Drzymont – piłkarz Warty Zawiercie w latach 2018–2019

Sezon 2017/2018 zawiercianie rozpoczęli od zwycięstwa 2:1 ze Szczakowianką Jaworzno, po czym nastąpiła seria sześciu meczów bez wygranej. W rundzie jesiennej klub wygrał pięć razy, a przegrał osiem. W przerwie zimowej do klubu przyszedł Marcin Drzymont, który rozegrał 130 meczów w I lidze. Nie wpłynęło to w pozytywny sposób na wyniki klubu, który zajął dziesiąte miejsce na koniec sezonu. W trakcie przerwy letniej nowym trenerem został Sebastian Stemplewski. Mimo dużych rotacji kadrowych drużyna pod wodzą nowego trenera wygrała osiemnaście spotkań w lidze. W siódmej kolejce zawiercianie wygrali w Bytomiu 3:0 z faworyzowaną Polonią, jednak w rewanżu bytomianie zwyciężyli 4:0. Warta zajęła w lidze drugie miejsce, tracąc do pierwszej Polonii szesnaście punktów. Ponadto w tamtym sezonie zawierciański klub po raz drugi zdobył Puchar Polski podokręgu Sosnowiec, dzięki zwycięstwie 2:1 w finale z Unią Dąbrowa Górnicza. W pierwszej rundzie Pucharu Polski na szczeblu Śląskiego ZPN Warta Zawiercie uległa Polonii Bytom 0:1.
Przed rozpoczęciem nowego sezonu zarząd zwolnił Sebastiana Stemplewskiego, zatrudniając w jego miejsce Roberta Majchrzaka. W grudniu z funkcji prezesa zrezygnował Bogdan Janikowski, a w styczniu nowym prezesem został Dawid Zawrin. Klub osiągał zróżnicowane rezultaty, m.in. przegrywając u siebie z Polonią Poraj, Przemszą Siewierz i Unią Kosztowy, a odnosząc osiem zwycięstw. Wskutek pandemii COVID-19 uchwałą Polskiego Związku Piłki Nożnej mecze rundy wiosennej nie odbyły się, w związku z czym Warta zakończyła sezon na czwartym miejscu z 25 punktami. Sezon 2020/2021 klub rozpoczął od sześciu ligowych zwycięstw (m.in. 5:0 ze Szczakowianką). W dalszej części sezonu piłkarze wygrali także m.in. z Przemszą Siewierz i Szombierkami Bytom po 4:0 i RKS Grodziec 9:1. Łącznie wygrano piętnaście razy, a przegrano dziewięciokrotnie, przy czym najwyższą porażką było 0:4 z Przemszą Siewierz u siebie. Ostatecznie Warta zajęła piąte miejsce w lidze. Po zakończeniu sezonu Majchrzaka, który nie przedłużył umowy, w roli trenera zastąpił Mateusz Mańdok. W sierpniu 2021 roku nowym prezesem został Sebastian Mularczyk, a dotychczasowy prezes – Dawid Zawrin – objął funkcję wiceprezesa.
Pod wodzą Mańdoka Warta Zawiercie zakończyła sezon na ósmym miejscu w lidze, chociaż zawiercianie wygrali cztery pierwsze mecze. W późniejszym czasie ulegli jednak m.in. Rakowowi II Częstochowa i MKS Myszków u siebie 0:4, a na wyjeździe 1:6 Szczakowiance Jaworzno i Unii Rędziny. Najwyższe zwycięstwa odniesiono z Szombierkami Bytom 5:1, Śląskiem Świętochłowice 4:0 i Jednością 32 Przyszowice 5:1. Najlepszym strzelcem drużyny drugi rok z rzędu został Damian Adamiecki. Po zakończeniu sezonu Mańdok zakończył współpracę z klubem, a jego następcą został Karol Sieński. Mańdok oraz większość czołowych graczy Warty Zawiercie przeszli do Przemszy Siewierz. Ponadto w trakcie trwania rundy jesiennej sezonu 2022/2023 pogłębiły się problemy finansowe klubu. Nie pozostało to bez wpływu na wyniki zespołu, który wygrał jeden raz, zremisował dwukrotnie, a pozostałe mecze przegrał, najwyższe porażki notując z Podlesianką Katowice (0:7) i Piastem II Gliwice (2:7). Ponadto w tym okresie na stanowisko prezesa wrócił Dawid Zawrin, jako że Sebastian Mularczyk złożył rezygnację z pełnionej funkcji. Pod koniec grudnia 2022 roku Sieńskiego w roli trenera zastąpił Dawid Gajecki. Te zmiany nie poprawiły wyników klubu, który w rundzie wiosennej przegrał wszystkie mecze (w tym 0:7 z Piastem II Gliwice, 0:9 z Unią Dąbrowa Górnicza i 0:8 ze Szczakowianką Jaworzno), pierwszy raz w historii stracił ponad sto bramek w jednym sezonie, a także zanotował pierwszy od 22 lat spadek do niższej ligi. Ponadto w trakcie rundy Gajecki zrezygnował z funkcji trenera, będąc zastąpionym Bartoszem Zacharą. Ogółem w całym sezonie klub zdobył pięć punktów za zwycięstwo i dwa remisy; pozostałe 27 spotkań piłkarze Warty przegrali.
Sezon 2023/2024 zawierciański zespół rozpoczął od jedenastu meczów bez zwycięstwa. Wygrana 2:1 z CKS Czeladź 21 października była pierwszym zwycięstwem drużyny u siebie od 541 dni. Sezon klub zamknął 26 punktami, na które składało się osiem zwycięstw i dwa remisy; umożliwiło to zajęcie czternastego miejsca w lidze. Pod koniec czerwca stanowisko prezesa klubu objął Tomasz Nowak.

### Rezerwy
Drużyna rezerw Warty Zawiercie powstała w 1921 roku, rozgrywając wyłącznie mecze towarzyskie. W 1957 roku rezerwy zajęły ósme miejsce w klasie A. Na początku lat 70. drużyna występowała w klasie C, następnie awansowała do klasy B. W tym okresie zawodnikami rezerw byli Zdzisław Nowakowski, Adam Lenartowicz, Tadeusz Grzesik, Jan Piłka, Leszek Bzdęga, Konrad Duszota, Stanisław Madej, Andrzej Korcipa, Zbigniew Sieńko, Radosław Kopa i Jerzy Ptak, a trenerem – Zygmunt Kozieł. Warta II Zawiercie uczestniczyła w swojej historii także w rozgrywkach klasy A, a także na szczeblu okręgowym Pucharu Polski. W 1979 roku drużyna wygrała 7:1 z rezerwami Sarmacji Będzin w Pucharze Polski. W latach 80. drużyna rezerw grała w klasie A i klasie B, a jej trenerami byli w tamtym okresie Tadeusz Majchrzak, Marian Pompka, Henryk Kampczyk i Ryszard Partyka. W przerwie zimowej sezonu 1992/1993 rezerwy z przyczyn finansowych zostały rozwiązane. Przywrócono je w sezonie 2000/2001, a w drużynie znajdowali się wówczas Kozłowski, G. Bryła, Madej, Miśta, Łągiewka, Piasecki, Mucha, Skowronek, Gaworek, Pilarczyk, Grzebieluch, a także zawodnicy relegowani z pierwszego zespołu: Dziwiński, Dymarczyk, Ciepak i Szczygieł; trenerem był wówczas Tadeusz Majchrzak. Przed rozpoczęciem rundy wiosennej zespół został rozwiązany z powodów finansowych.
W 2021 roku reaktywowano drużynę rezerw, a jej trenerem został Grzegorz Kulawiak. Po rundzie jesiennej sezonu 2021/2022 Kulawiak został zwolniony z funkcji, a zastąpił go Zbigniew Molenda. W styczniu 2023 roku nowym trenerem rezerw został Bartosz Zachara.

### Juniorzy
Pierwszą drużynę juniorów Warty Zawiercie utworzono w 1953 roku z inicjatywy Mariana Merty przy wsparciu prezesa Eugeniusza Molendy. W tym okresie juniorzy rozgrywali tzw. przedmecze przed właściwymi meczami pierwszej drużyny. W celu naboru chętnych zawodników pojęto współpracę z zawierciańskimi szkołami oraz nauczycielami wychowania fizycznego, a także organizowano turnieje piłkarskie. W 1959 roku powołana została druga drużyna juniorów oraz drużyna trampkarzy. Około dziesięć lat później w szkołach podstawowych nr 2, 5 i 6 powołano szkółki piłkarskie. Dla szkół zorganizowany został sprzęt sportowy oraz instruktorzy, a młodzież została podzielona na dwie kategorie wiekowe (klasy V–VI oraz VII–VIII) i odbywała zajęcia trzy razy tygodniowo. Od tamtego czasu rozpoczęto organizację mistrzostw szkół podstawowych w piłce nożnej, a wyróżniający się w nich zawodnicy zostawali piłkarzami Warty Zawiercie. W 1968 roku juniorzy wyjechali do Francji na pierwszy mecz międzynarodowy, w którym ulegli Club Guesnain 2:3. W 1979 roku współpracę z Wartą Zawiercie nawiązała Szkoła Podstawowa nr 9. W treningach juniorów gościnnie udział brali Jerzy Gorgoń, Włodzimierz Mazur, Jerzy Dworczyk, Gerard Cieślik i Antoni Piechniczek.
W latach 70. i 80. trenerami juniorów Warty byli Marian Chabrzyk, Tadeusz Majchrzak, Zygmunt Kozieł, Marian Bartolewski, Bogusław Hajdas, Ryszard Grabowski, Henryk Kampczyk, Lucjan Rapcia i Ryszard Mach. W latach 90. tę funkcję pełnili Marian Pompka, Ryszard Partyka, Bogusław Pniak, Janusz Kuśmierski, Bogusław Dąbrowski, Robert Olmiński, Zbigniew Sołtysik i Arkadiusz Chabrzyk, zaś pod koniec istnienia MKS Warta – Jarosław Janik, Robert Majchrzak, Grzegorz Przybysz, Szymon Rogielski i Zbigniew Molenda. Po rozwiązaniu MKS Warta trampkarze i juniorzy klubu zostali przejęci przez TKKF Stadion Zawiercie; ich trenerem był Zbigniew Sołtysik.
Największym osiągnięciem drużyn juniorskich jest wicemistrzostwo Śląska, które dwukrotnie zdobyli zarówno juniorzy, jak i trampkarze.
W 2015 roku została powołana Akademia Piłkarska KP Warta Zawiercie, czyli drużyny młodzieżowe reprezentujące klub. Akademia jest m.in. organizatorem turnieju Warta Cup. W grudniu 2020 roku podpisano porozumienie z UKS Football Academy Zawiercie, w myśl którego zawodnicy Football Academy po dziewiątym roku życia będą przechodzić do Warty.

### Turniej o Puchar Orlich Gniazd
W 1970 roku utworzono w Zawierciu futsalowy turniej pod nazwą Halowy Turniej Piłkarski Juniorów o Puchar Orlich Gniazd. Jego inicjatorem był popularyzator sportu w Zawierciu oraz działacz Warty i Włókniarza, Władysław Leśniak. Nazwa odnosiła się do tzw. Orlich Gniazd – zamków na terenie Wyżyny Krakowsko-Częstochowskiej. Pomysł poparli tacy działacze Warty jak Zygmunt Kozieł i Marian Merta. Podczas okresu największej popularności rozgrywek co roku uczestniczyło w nich blisko sto drużyn, w tym Cracovia, Wisła Kraków, Odra Opole, Lechia Gdańsk czy GKS Katowice, przez co stały się one największym turniejem tego typu w Polsce. Turniej rozgrywano wówczas od rana do wieczora w piątek, sobotę i niedzielę przez trzy tygodnie. W rozgrywkach występowali m.in. Arkadiusz Kubik, Krzysztof Bukalski i Zdzisław Kapka. Jako organizator turnieju Warta Zawiercie występowała w nim w roli gospodarza. Zawierciański klub zwyciężał w tych rozgrywkach czterokrotnie: w latach 1974, 1975, 1976, 1997. Ostatnia edycja odbyła się w 2001 roku.
| Rok  | I miejsce             | II miejsce            | III miejsce                  |
| ---- | --------------------- | --------------------- | ---------------------------- |
| 1970 | Cracovia              |                       |                              |
| 1971 | Wisła Kraków          |                       |                              |
| 1972 | Wisła Kraków          |                       |                              |
| 1973 | Wisła Kraków          |                       |                              |
| 1974 | Warta Zawiercie       |                       |                              |
| 1975 | Warta Zawiercie       |                       |                              |
| 1976 | Warta Zawiercie       |                       |                              |
| 1977 | turniej nie odbył się | turniej nie odbył się | turniej nie odbył się        |
| 1978 | Zagłębie Sosnowiec    |                       |                              |
| 1979 | Wisła Kraków          | Cracovia              | Górnik Zabrze                |
| 1980 | Wisła Kraków          |                       |                              |
| 1981 | Wisła Kraków          | Warta Zawiercie       | Ruch Chorzów                 |
| 1982 | Wisła Kraków          |                       |                              |
| 1983 | Odra Opole            | Warta Zawiercie       | Wisła Kraków                 |
| 1984 | Raków Częstochowa     |                       |                              |
| 1985 | Odra Wodzisław Śląski |                       |                              |
| 1986 | kadra PZPN            |                       |                              |
| 1987 | Zagłębie Lubin        | kadra PZPN            | Warta Zawiercie              |
| 1988 | Cracovia              |                       | Warta Zawiercie              |
| 1989 | Cracovia              |                       |                              |
| 1990 | Lechia Gdańsk         |                       |                              |
| 1991 | Lechia Gdańsk         |                       |                              |
| 1992 | Raków Częstochowa     | Cracovia              | Ruch Chorzów                 |
| 1993 | GKS Katowice          |                       |                              |
| 1994 | Lechia Gdańsk         |                       |                              |
| 1995 | Korona Kielce         | GKS Katowice          |                              |
| 1996 | GKS Katowice          | Odra Wodzisław Śląski |                              |
| 1997 | Warta Zawiercie       | GKS Katowice          | Raków Częstochowa            |
| 1998 | Lechia Gdańsk         | Lechia II Gdańsk      | Optimus Siemianowice Śląskie |
| 1999 | Cracovia              | GKS Katowice          | Stadion Śląski Chorzów       |
| 2000 | Hutnik Kraków         | Raków Częstochowa     | Stadion Śląski Chorzów       |
| 2001 | GKS Katowice          | Raków Częstochowa     |                              |

### Drużyna żeńska
W 2015 w ramach Jurajskiej Szkółki Piłkarskiej Wojciech Freihofer założył żeńską drużynę piłkarską. Była to pierwsza uczestnicząca w oficjalnych rozgrywkach kobieca drużyna z Zawiercia. Klub wziął udział w III lidze, w której w sezonie 2015/2016 zajął ósme miejsce. Po sezonie zespół został rozwiązany.
W sierpniu 2019 roku w ramach KP Warta Zawiercie Sebastian Mularczyk utworzył sekcję żeńską i został jej trenerem. Drużyna rozpoczęła rozgrywki od IV ligi. Pierwszy mecz w historii sekcja kobiet KP Warta rozegrała 7 września 2019 roku, przegrywając 0:2 z LKS Bestwina. W tym spotkaniu wystąpiły Edyta Hojdys, Agata Dyczko, Aleksandra Gajek, Maja Gałecka, Ewa Jurczak, Anna Matyja, Magdalena Miśta, Paula Osińska, Vanessa Ryndak, Wiktoria Turek, Patrycja Żurek i Oliwia Gołdyń. Autorką pierwszej bramki dla Warty była Dyczko, która zdobyła gola w przegranym 1:4 meczu drugiej kolejki z Niepokornymi Orzesze. Następnie zawodniczki przegrały wszystkie pozostałe mecze, m.in. 0:13 z Tygryskami Świętochłowice i 1:9 z Mitechem II Żywiec. Ze względu na pandemię COVID-19 mecze rundy rewanżowej nie odbyły się.
Zawodniczki Warty przegrały wszystkie mecze rundy jesiennej sezonu 2020/2021, w tym 0:10 z Polonią Tychy i 0:14 z MKS Myszków. 9 lutego 2021 roku podpisana została umowa między Wartą Zawiercie a Czarnymi Sosnowiec, w myśl której piłkarki niemieszczące się w składzie Czarnych mogą zostać zawodniczkami Warty. Ponadto kluby zobowiązały się do współpracy w zakresie szkolenia juniorów. Na mocy umowy przed rundą wiosenną do Warty przybyło z Czarnych pięć zawodniczek. 11 maja 2021 roku Warta wygrała pierwszy mecz w historii, pokonując na wyjeździe 4:1 Tygryski Świętochłowice; trzy bramki zdobyła wówczas Nikola Piechota, a jedną Maja Gałecka. W późniejszym czasie piłkarki z Zawiercia wygrały jeszcze 2:1 z Niepokornymi Orzesze, 3:2 z Tygryskami oraz 3:0 walkowerem z UKKS Katowice. Łącznie Warta zdobyła dwanaście punktów i zajęła czwarte miejsce w tabeli.
W pierwszych dziewięciu kolejkach sezonu 2021/2022 piłkarki Warty Zawiercie zdobyły dwa punkty, ulegając m.in. ROW II Rybnik 0:17. Pierwszym i jedynym zwycięstwem była odniesiona 7 listopada wygrana 5:1 z Tygryskami Świętochłowice. W rundzie wiosennej Warta rozegrała jeden mecz, przegrany 0:8 z Jaskółkami Chorzów, a po trzynastej kolejce wycofała się z rozgrywek. Mimo to z nowym szkoleniowcem – Bartoszem Kubisą – drużyna przystąpiła do kolejnego sezonu. W rundzie jesiennej zespół wygrał dwa spotkania (3:1 z Jaskółkami Chorzów i 5:3 z Górnikiem II Zabrze), a przegrał siedem, w tym po 0:6 z Rakowem Częstochowa i GKS II Katowice. Po rundzie jesiennej klub wycofał się z rozgrywek.

### Nazwy
- 1921–1951: Klub Sportowy Warta Zawiercie
- 1951–1955: Zakładowy Klub Sportowy Stal Zawiercie
- 1955–1966: Klub Sportowy Warta Zawiercie
- 1966–1980: Międzyzakładowy Klub Sportowy Warta Zawiercie
- 1980–1991: Międzyzakładowy Robotniczy Klub Sportowy Warta Zawiercie
- 1991–2001: Miejski Klub Sportowy Warta Zawiercie
- 2004–2006: Klub Sportowy Warta Zawiercie
- 2009–2011: Jurajska Szkółka Piłkarska Warta Zawiercie
- od 2011: Klub Piłkarski Warta Zawiercie

## Prezesi klubu
- 1921–1924: Seweryn Gębarski
- 1925–1932: Jakub Dyja
- 1933–1939: Tadeusz Rezler
- 1945–1947: Aleksander Szczygieł
- 1947–1967: Eugeniusz Molenda
- 1967–1970: Kazimierz Wronka
- 1970–1973: Andrzej Kozłowski
- 1973–1986: Zygmunt Kozieł
- 1986–1996: Ryszard Kasztelnik
- 1996–1998: Jerzy Kaliński (p.o.)[169]
- 1998–2001: Zbigniew Misztela
- 2004–2006: Michał Bochenkiewicz
- 2009–2011: Benedykt Freihofer
- 2011–2018: Bogdan Janikowski
- 2019–2021: Dawid Zawrin
- 2021–2022: Sebastian Mularczyk
- 2022–2024: Dawid Zawrin
- od 2024: Tomasz Nowak

## Piłkarze
Poniższa tabela przedstawia piłkarzy Warty Zawiercie, którzy w swojej karierze rozegrali przynajmniej jeden mecz w I lidze. Spośród zawodników Warty występujących w I lidze tylko Robert Majchrzak, Leopold Sobiechart i Zbigniew Sołtysik byli wychowankami zawierciańskiego klubu.
| Imię i nazwisko     | Lata gry w Warcie               | Lata gry w I lidze   | Kluby w I lidze                                                  | Mecze–bramki w I lidze | Źródło         |
| ------------------- | ------------------------------- | -------------------- | ---------------------------------------------------------------- | ---------------------- | -------------- |
| Adam Churek         | 1999–2000                       | 1990–1992            | Zagłębie Sosnowiec                                               | 44–0                   | [ 65 ]         |
| Marcin Drzymont     | 2018–2019                       | 2005–2011            | Odra Wodzisław Śląski, Korona Kielce, Lech Poznań, GKS Bełchatów | 130–3                  | [ 171 ]        |
| Waldemar Gawara     | 1992–?                          | 1983                 | Ruch Chorzów                                                     | 1–0                    | [ 58 ] [ 172 ] |
| Robert Kobyliński   | 1998–2000                       | 1991–1992            | Zagłębie Sosnowiec                                               | 6–0                    | [ 173 ]        |
| Sebastian Kotyl     | 2000                            | 1994–1998            | Raków Częstochowa                                                | 6–0                    | [ 66 ]         |
| Robert Majchrzak    | 1985–1989, 2000–2001, 2009–2017 | 1998                 | Raków Częstochowa                                                | 14–0                   | [ 174 ]        |
| Adrian Marek        | 2014–2019                       | 2007–2008            | Zagłębie Sosnowiec                                               | 18–1                   | [ 175 ]        |
| Krzysztof Pawłowski | 1999–2000                       | 1992–1994            | GKS Katowice                                                     | 14–1                   | [ 67 ]         |
| Ginter Powała       | 1955–1957                       | 1952–1954            | Budowlani Chorzów                                                | 44–19                  | [ 35 ] [ 176 ] |
| Leopold Sobiechart  | 1926–1930                       | 1936                 | Dąb Katowice                                                     | 8–0                    | [ 178 ]        |
| Zbigniew Sołtysik   | do 1981, 1992–1997              | 1984–1985            | Zagłębie Sosnowiec                                               | 35–1                   | [ 179 ]        |
| Jan Spychalski      | 2000                            | 1994–1998, 1999–2000 | Raków Częstochowa, Dyskobolia Grodzisk Wielkopolski              | 132–15                 | [ 64 ]         |
| Alfred Sulik        | 1955–?                          | 1951                 | Budowlani Chorzów                                                | 15–4                   | [ 13 ]         |
| Franciszek Tim      | 1957–1959                       | 1949–1956            | Ruch Chorzów                                                     | 64–8                   | [ 13 ] [ 35 ]  |
| Robert Załęski      | 1999–2000                       | 1994–1998            | Raków Częstochowa                                                | 97–1                   | [ 68 ]         |

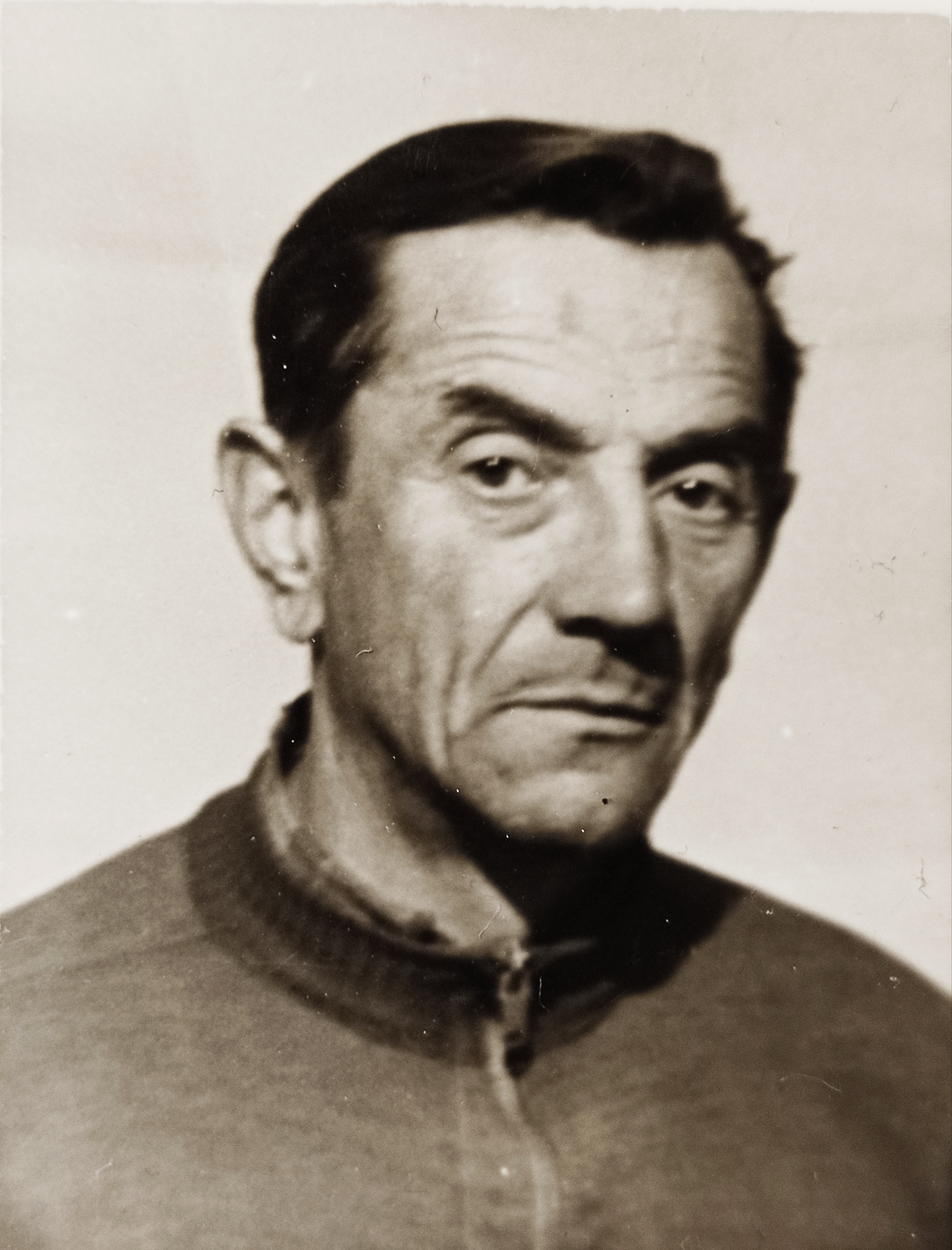
Adolf Krzyk występował w towarzyskich meczach Warty Zawiercie

Piłkarzem Warty, uczestniczącym jednak tylko w meczach towarzyskich, był Adolf Krzyk, sześciokrotny reprezentant Polski. Z kolei wychowankiem Warty Zawiercie był Bogusław Hajdas, trener roku 1977 w Plebiscycie Piłki Nożnej, szkoleniowiec m.in. Pogoni Szczecin, Gwardii Warszawa i Wisły Kraków. Wychowankiem Warty jest także Jordan Majchrzak, uczestnik mistrzostw Europy U-19 w 2023 roku, zawodnik m.in. AS Roma i Legii Warszawa. Inny wychowanek klubu, Marcin Bryła, był reprezentantem Polski podczas mistrzostw Europy U-17 w 1997 roku.
W oficjalnych meczach Warty wystąpiło ponadto jedenastu obcokrajowców. Pierwszym zagranicznym zawodnikiem w historii Warty był Ukrainiec Taras Dydycz, który w 2016 roku przyszedł do klubu z Rozwoju Katowice.
| Lata      | Imię i nazwisko        | Pozycja   | Poprzedni klub                |
| --------- | ---------------------- | --------- | ----------------------------- |
| 2016–2017 | Taras Dydycz           | pomocnik  | Rozwój Katowice               |
| 2018      | Pawło Konczuk          | napastnik | Roczyn Sosnówka               |
| 2019      | Gigi Gurgenidze        | obrońca   | Podbeskidzie II Bielsko-Biała |
| 2020–2023 | Italo                  | obrońca   | Avaí FC                       |
| 2020–2022 | Neison                 | pomocnik  | Słomniczanka Słomniki         |
| 2022      | Adedamola Adenekan     | pomocnik  | Bizon Jeleniec                |
| 2022      | Abderazak El Kessouati | napastnik | Orzeł Kiedrzyn                |
| 2022      | Witalij Łazobko        | obrońca   | Arena Charków                 |
| 2023      | Juan Bracho            | napastnik | CA Samborondón                |
| 2023–2024 | Harlent Gómez          | napastnik | Almagro CF                    |
| 2024      | John Ambuila           |           |                               |

## Trenerzy
- 1921–1955: brak danych
- 1955–1957: Ginter Powała
- 1957–1959: Franciszek Tim
- 1962–1963: Galiński
- 1963–1964: Jerzy Skorupa
- 1967: Henryk Bartyla
- 1968: Tadeusz Maślak
- 1968–1969: Leon Wolny
- 1969–1970: Józef Poticha
- 1970–1971: Aleksander Dziurowicz
- Bogusław Hajdas[188]
- Kazimierz Bizoń[49]
- Ryszard Mach[189]
- Edmund Mikołajczyk[49]
- Adam Machura[49]
- Czesław Suszczyk
- 1980–1981: Franciszek Karmański
- 1981: Marian Chabrzyk
- 1981–1982: Marian Ostafiński
- 1982–1983: Bogusław Pniak
- 1983–1984: Tadeusz Majchrzak[132]
- 1984–1985: Marian Chabrzyk i Tadeusz Majchrzak
- Zbigniew Sączek[49]
- 1988–1989: Marian Chabrzyk i Zbigniew Sączek
- 1989–1990: Andrzej Lenartowicz
- 1990–1991: Józef Bratek
- 1991–1993: Andrzej Lenartowicz
- 1993–1995: Tadeusz Majchrzak
- 1995–1996: Marian Chabrzyk i Tadeusz Majchrzak[59]
- 1996–1997: Tadeusz Majchrzak
- 1997–2000: Zbigniew Sołtysik
- 2000–2001: Andrzej Lenartowicz
- 2006: Wojciech Freihofer
- 2009–2010: Witold Grim
- 2011: Grzegorz Kulawiak
- 2011–2013: Bogdan Szadkowski
- 2013–2015: Andrzej Wróblewski
- 2015–2017: Robert Majchrzak
- 2017–2018: Andrzej Orzeszek
- 2018–2019: Sebastian Stemplewski
- 2019–2021: Robert Majchrzak
- 2021–2022: Mateusz Mańdok
- 2022: Karol Sieński
- 2023: Dawid Gajecki
- od 2023: Bartosz Zachara

## Herb
Brak informacji na temat herbu klubowego aż do roku 1966, tego bowiem brak na zachowanych zdjęciach i afiszach. Herb nie występował także na koszulkach klubowych.
Pierwszy znany herb klubu obowiązywał w latach 60. Była to okrągła tarcza z pasiastą czarno-białą flagą oraz napisami „KS Warta Zawiercie” lub „MKS Warta Zawiercie”. Taki herb pojawił się na zdjęciach z zebrania sprawozdawczo-wyborczego w 1966 roku, kiedy to klub obchodził 45-lecie istnienia. Symbol ten został także przedstawiony na odznace klubowej, przy czym występujący na niej napis to „ZKSM Warta Zawiercie”. Nie jest znany autor tego projektu.
Następny herb klubu zawierał elementy zielono-czarno-białe, stylizowany złoty napis „WARTA” oraz rok założenia. Po połączeniu Warty z Włókniarzem klub przejął elementy herbu Włókniarza, który nawiązywał do herbu Wisły Kraków. Herb przybrał barwy biało-zielono-czerwone, a autorem projektu był Władysław Leśniak. Od połowy lat 80. stosowano nowy herb projektu Janusza Dąbrowskiego, na który składał się zaokrąglony czworokąt z zielonym tłem, białą literą „W, rokiem założenia i napisem „Warta”. Herb był stosowany do rozwiązania MKS Warta w 2001 roku i podlegał nieznacznym modyfikacjom, polegającym na różnym ułożeniu napisu „Warta” i roku.
Po reaktywacji klubu w 2004 roku herbem klubu była pasiasta czarno-zielona tarcza z białą literą „W” oraz napisem „MKS Warta Zawiercie”; nie jest znany autor projektu. W okresie funkcjonowania drużyny seniorów przy JSP Warta Zawiercie, herbem klubu był stylizowany czarny napis JSP z wieżą zamkową nad literą „J” i biało-zieloną piłką w literze „P”; autorem projektu był Benedykt Freihofer.
Od 2011 roku herb klubu stanowi trójkątna tarcza ze stylizowanym zielonym glifem „W” na białym tle. Na zielonych obrzeżach tarczy znajduje się biały napis „KP Warta Zawiercie”. Autorem herbu jest Jarosław Drużbiński. W 2021 roku z okazji stulecia istnienia klubu na pamiątkach klubowych, stronie internetowej i banerach umieszczono zmodyfikowany herb, do którego dodano na złotym tle napis o treści „1921–2021 – gramy dla was od 100 lat”.

## Stadion

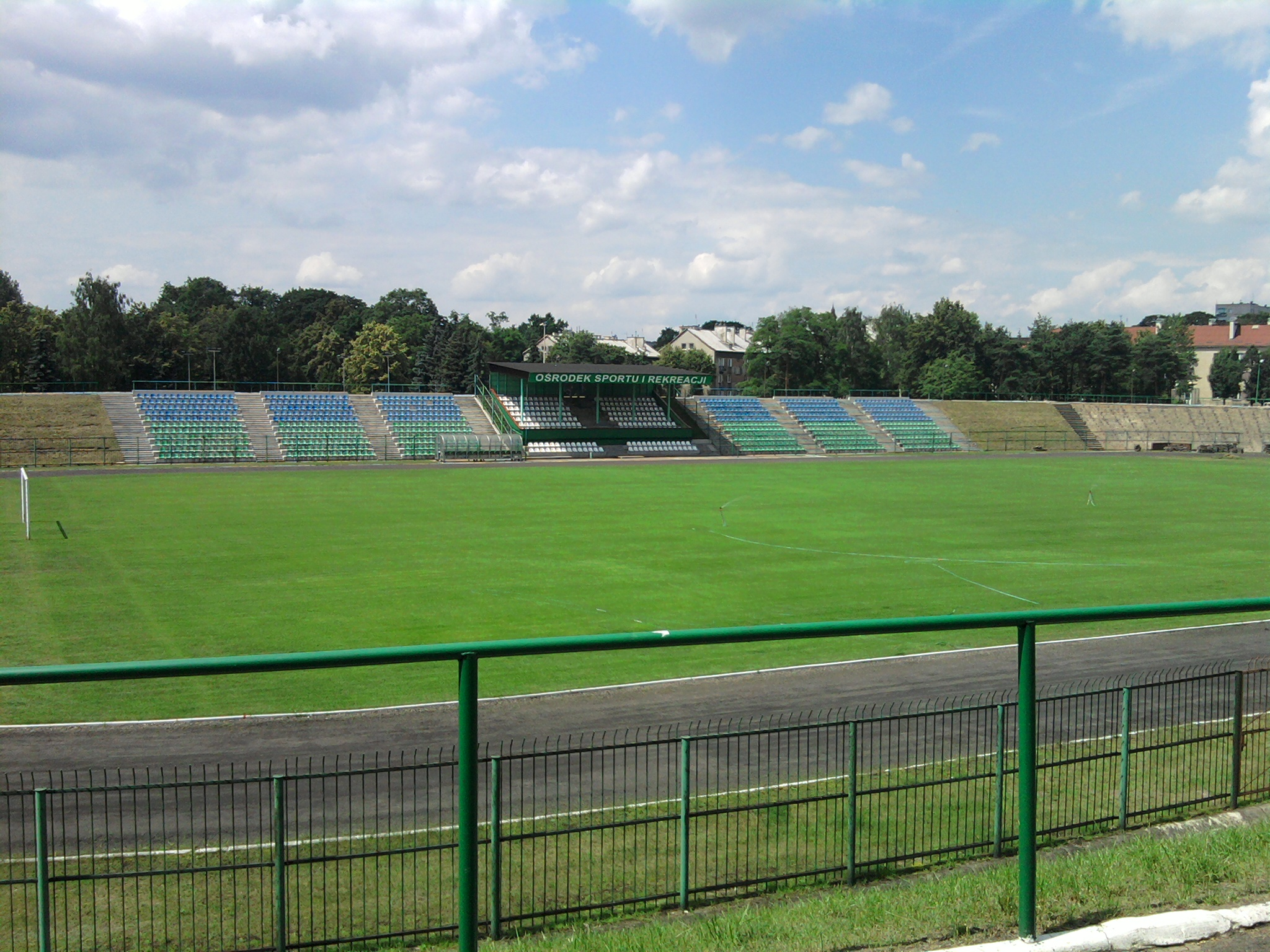
Stadion 1000-lecia Państwa Polskiego

Pierwsze mecze Warta Zawiercie rozgrywała na terenie późniejszego parku im. Adama Mickiewicza. Około 1923 roku TAZ podarowało Warcie tereny między Domem Ludowym a ulicą Leśną, na których zbudowano boisko. Mimo braku trybun mecze obserwowało do 2000 osób. Z uwagi na duże zainteresowanie kibiców od 1936 roku Warta Zawiercie rozgrywała spotkania na boisku przy ulicy Senatorskiej (w dzielnicy Argentyna). Płyta boiska była wyposażona w nawierzchnię zbliżoną do żużlowej, a maksymalna pojemność obiektu wynosiła 5500 widzów. Przy boisku znajdowały się bieżnia, skocznie w dal i wzwyż oraz boisko treningowe, zaś piłkarze mogli korzystać z szatni i urządzeń sanitarnych. Na boisku tym klub rozgrywał mecze do 1968 roku. Wówczas to boisko wyburzono i w jego miejsce wybudowano siedzibę Spółdzielni Inwalidów „Warta”.
W 1966 roku nastąpiła zmiana obiektu na nowo wybudowany Stadion 1000-lecia Państwa Polskiego. Pomysł budowy takiego znajdującego się w centrum miasta obiektu powstał w listopadzie 1961 roku podczas obrad KP PZPR. W marcu 1962 roku powołany został Społeczny Komitet Budowy Ośrodka Sportowo-Wypoczynkowego. W znacznej części budowa stadionu przebiegała w czynie społecznym. Środki na ten cel pochodziły ze wsparcia Huty Zawiercie oraz sprzedaży cegiełek. Uroczysta inauguracja obiektu nastąpiła 1 maja 1966 roku. Początkowo obiekt liczył 16 000 miejsc siedzących z zadaszoną centralną trybuną i nie był wyposażony w szatnie, stąd piłkarze przebierali się w baraku Odlewni Żeliwa, gdzie mieściła się także łaźnia i siedziba klubu. W dalszych latach dobudowano szatnię oraz inne pomieszczenia, a w latach 80. dokonano generalnego remontu płyty boiska. Pojemność stadionu była natomiast sukcesywnie redukowana, ograniczając się ostatecznie do zachodnich sektorów oraz sektora gości, co daje pojemność 1500 miejsc.
Po fuzji Warty i Włókniarza, od 1980 roku trampkarze i juniorzy Warty korzystali ze starego stadionu Włókniarza przy ulicy 11 Listopada. Podczas remontu Stadionu 1000-lecia Państwa Polskiego swoje mecze rozgrywali tam także seniorzy Warty Zawiercie.
W 2006 roku Warta Zawiercie rozgrywała mecze w Łazach, na Stadionie Sportowym należącym do Łazowianki. Obiekt ten dysponuje liczbą 2600 miejsc, z czego 600 to miejsca siedzące.

## Kibice
W ramach klubu działa grupa kibicowska o nazwie Green Gang. Szczególnym zainteresowaniem kibiców cieszą się spotkania z Przemszą Siewierz, nazywane „Derbami Północnego Zagłębia”. Dobre stosunki łączą kibiców Warty z sympatykami Czarnych Sosnowiec.
Kibice klubu posiadają własną flagę reprezentacyjną.

## Poszczególne sezony

### Mężczyźni
| Sezon     | Rozgrywki ligowe | Rozgrywki ligowe      | Rozgrywki ligowe | Rozgrywki ligowe | Rozgrywki ligowe | Rozgrywki ligowe | Rozgrywki ligowe | Rozgrywki ligowe | Rozgrywki ligowe | Rozgrywki ligowe                                         | Rozgrywki ligowe                                                          | Puchar Polski (rozgrywki centralne) |
| Sezon     | Poziom           | Nazwa ligi            | Miejsce          | M                | Z                | R                | P                | +/−              | Pkt              | Uwagi                                                    | Najlepszy strzelec                                                        | Puchar Polski (rozgrywki centralne) |
| --------- | ---------------- | --------------------- | ---------------- | ---------------- | ---------------- | ---------------- | ---------------- | ---------------- | ---------------- | -------------------------------------------------------- | ------------------------------------------------------------------------- | ----------------------------------- |
| 1922      | III              | klasa C               |                  |                  |                  |                  |                  |                  |                  |                                                          |                                                                           | turniej nie odbył się               |
| 1923      | III              | klasa C               |                  |                  |                  |                  |                  |                  |                  |                                                          |                                                                           | turniej nie odbył się               |
| 1924      | III              | klasa C               |                  |                  |                  |                  |                  |                  |                  |                                                          |                                                                           | turniej nie odbył się               |
| 1925      | III              | klasa C               |                  |                  |                  |                  |                  |                  |                  |                                                          |                                                                           | turniej nie odbył się               |
| 1926      | III              | klasa C               |                  |                  |                  |                  |                  |                  |                  |                                                          |                                                                           | –                                   |
| 1927      | IV               | klasa C               |                  |                  |                  |                  |                  |                  |                  | awans do klasy B                                         |                                                                           | turniej nie odbył się               |
| 1928      | III              | klasa B               |                  |                  |                  |                  |                  |                  |                  |                                                          |                                                                           | turniej nie odbył się               |
| 1929      | III              | klasa B               | 2                |                  |                  |                  |                  |                  |                  | awans do klasy A                                         |                                                                           | turniej nie odbył się               |
| 1930      | II               | klasa A               | 1                | 10               | 7                | 0                | 3                | 48–25            | 14               | przegrane baraże o awans do Ligi                         |                                                                           | turniej nie odbył się               |
| 1931      | II               | klasa A               | 1                | 8                | 6                | 1                | 1                | 30–13            | 13               | przegrane baraże o mistrzostwo Kieleckiego OZPN          |                                                                           | turniej nie odbył się               |
| 1932      | II               | klasa A               | 1                | 12               | 10               | 1                | 1                | 45–11            | 21               | przegrane baraże o awans do Ligi                         |                                                                           | turniej nie odbył się               |
| 1933      | II               | klasa A               | 6                | 11               | 3                | 1                | 7                | 18–34            | 7                |                                                          |                                                                           | turniej nie odbył się               |
| 1934      | II               | klasa A               | 7                | 12               | 1                | 2                | 9                | 20–46            | 4                |                                                          |                                                                           | turniej nie odbył się               |
| 1935      | II               | klasa A               | 2                | 11               | 6                | 2                | 3                | 33–27            | 14               |                                                          |                                                                           | turniej nie odbył się               |
| 1936      | II               | klasa A               | 4                | 12               | 5                | 1                | 6                | 33–34            | 11               |                                                          |                                                                           | turniej nie odbył się               |
| 1936/1937 | II               | klasa A               | 1                | 13               | 7                | 3                | 3                |                  | 18               | w finałach wojewódzkich zagrała Brygada Częstochowa      |                                                                           | turniej nie odbył się               |
| 1937/1938 | II               | liga okręgowa         | 3                | 18               | 11               | 1                | 6                | 66–39            | 23               |                                                          |                                                                           | turniej nie odbył się               |
| 1938/1939 | II               | liga okręgowa         | 8                | 16               | 5                | 2                | 10               | 29–68            | 12               |                                                          |                                                                           | turniej nie odbył się               |
| 1939/1940 | II               | liga okręgowa         | –                | –                | –                | –                | –                | –                | –                | sezon niedokończony z powodu wybuchu II wojny światowej  | –                                                                         | turniej nie odbył się               |
| 1945/1946 | II               | klasa B               | 8                | 7                | 0                | 0                | 7                | 0–21             | 0                | klub nie przystąpił do rozgrywek                         | –                                                                         | turniej nie odbył się               |
| 1946/1947 | II               | klasa B               |                  |                  |                  |                  |                  |                  |                  |                                                          |                                                                           | turniej nie odbył się               |
| 1947/1948 | III              | klasa B               |                  |                  |                  |                  |                  |                  |                  |                                                          |                                                                           | turniej nie odbył się               |
| 1948/1949 | IV               | klasa B               | 1                | 17               |                  |                  |                  | 71–27            | 26               | awans do klasy A                                         |                                                                           | turniej nie odbył się               |
| 1949/1950 | III              | klasa A               | 9                | 18               |                  |                  |                  |                  | 13               |                                                          |                                                                           | turniej nie odbył się               |
| 1951      | III              | klasa wojewódzka      | 2                | 6                | 4                | 0                | 2                | 21–7             | 10               |                                                          |                                                                           | –                                   |
| 1952      | III              | klasa wojewódzka      | 1                | 18               | 15               | 2                | 1                |                  | 32               | przegrane baraże o awans                                 |                                                                           | –                                   |
| 1953      | IV               | klasa A               | 3                | 26               |                  |                  |                  |                  | 29               |                                                          |                                                                           | turniej nie odbył się               |
| 1954      | IV               | klasa A               | 8                | 26               | 12               | 3                | 11               | 50–46            | 28               |                                                          |                                                                           | –                                   |
| 1955      | IV               | klasa A               | 6                | 26               | 15               | 3                | 8                | 73–48            | 33               |                                                          |                                                                           | –                                   |
| 1956      | IV               | klasa A               | 2                | 18               | 13               | 2                | 3                | 43–17            | 28               | awans do III ligi                                        |                                                                           | –                                   |
| 1957      | III              | III liga              | 5                | 18               | 8                | 3                | 7                | 40–28            | 19               |                                                          |                                                                           | –                                   |
| 1958      | III              | III liga              | 7                | 18               | 6                | 4                | 8                | 28–45            | 16               |                                                          |                                                                           | turniej nie odbył się               |
| 1959      | III              | liga okręgowa         | 5                | 20               | 10               | 1                | 9                | 36–34            | 21               |                                                          |                                                                           | turniej nie odbył się               |
| 1960      | III              | liga okręgowa         | 8                | 18               | 5                | 4                | 9                | 26–44            | 14               |                                                          |                                                                           | turniej nie odbył się               |
| 1960/1961 | III              | liga okręgowa         | 5                | 22               | 10               | 3                | 9                | 32–44            | 23               |                                                          |                                                                           | turniej nie odbył się               |
| 1961/1962 | III              | liga okręgowa         | 8                | 22               | 7                | 5                | 10               | 38–44            | 19               |                                                          |                                                                           | –                                   |
| 1962/1963 | III              | liga okręgowa         | 2                | 22               | 10               | 6                | 6                | 37–26            | 26               |                                                          |                                                                           | I runda                             |
| 1963/1964 | III              | III liga              | 1                | 22               | 19               | 2                | 1                | 63–15            | 40               | przegrane baraże o awans                                 |                                                                           | 1/16 finału                         |
| 1964/1965 | III              | III liga              | 11               | 26               | 8                | 4                | 14               | 45–53            | 20               |                                                          |                                                                           | I runda                             |
| 1965/1966 | III              | III liga              | 11               | 24               | 7                | 3                | 14               | 38–58            | 17               | spadek do ligi okręgowej                                 |                                                                           | –                                   |
| 1966/1967 | IV               | liga okręgowa         | 7                | 30               | 11               | 7                | 12               | 48–58            | 29               |                                                          |                                                                           | –                                   |
| 1967/1968 | IV               | liga okręgowa         | 14               | 30               | 8                | 7                | 15               | 38–47            | 23               | spadek do klasy A                                        | Maciej Wierzbiński                                                        | –                                   |
| 1968/1969 | V                | klasa A               | 1                | 30               | 21               | 5                | 4                | 86–25            | 47               | awans do ligi okręgowej                                  |                                                                           | –                                   |
| 1969/1970 | IV               | liga okręgowa         | 11               | 32               | 11               | 9                | 12               | 44–43            | 31               |                                                          | Maciej Wierzbiński                                                        | –                                   |
| 1970/1971 | IV               | liga okręgowa         | 16               | 30               | 6                | 5                | 19               | 27–58            | 17               | spadek do klasy A                                        |                                                                           | –                                   |
| 1971/1972 | V                | klasa A               | 2                | 22               | 18               | 1                | 3                | 52–21            | 37               |                                                          |                                                                           | –                                   |
| 1972/1973 | V                | klasa A               | 1                | 22               | 18               | 3                | 1                | 91–25            | 39               | awans do ligi okręgowej                                  |                                                                           | –                                   |
| 1973/1974 | IV               | liga okręgowa B       | 6                | 30               | 12               | 9                | 9                | 37–31            | 34               |                                                          |                                                                           | –                                   |
| 1974/1975 | IV               | klasa międzypowiatowa | 3                | 22               | 15               | 1                | 6                | 65–25            | 31               |                                                          |                                                                           | –                                   |
| 1975/1976 | IV               | klasa regionalna      | 1                | 24               | 16               | 3                | 5                | 50–19            | 39               | klub nie awansował w związku z reorganizacją rozgrywek   |                                                                           | –                                   |
| 1976/1977 | IV               | klasa wojewódzka      | 10               | 28               | 13               | 0                | 15               | 29–43            | 26               |                                                          |                                                                           | –                                   |
| 1977/1978 | IV               | klasa wojewódzka      | 12               | 30               | 8                | 10               | 12               | 25–41            | 26               |                                                          |                                                                           | –                                   |
| 1978/1979 | IV               | klasa wojewódzka      | 14               | 30               | 7                | 10               | 13               | 22–41            | 24               |                                                          |                                                                           | –                                   |
| 1979/1980 | IV               | klasa wojewódzka      | 10               | 30               | 9                | 10               | 11               | 33–45            | 28               |                                                          |                                                                           | –                                   |
| 1980/1981 | IV               | klasa okręgowa        | 12               | 28               | 8                | 7                | 13               | 26–40            | 23               |                                                          |                                                                           | –                                   |
| 1981/1982 | IV               | klasa okręgowa        | 15               | 30               | 5                | 10               | 15               | 17–52            | 20               |                                                          |                                                                           | –                                   |
| 1982/1983 | IV               | klasa okręgowa        | 16               | 30               | 5                | 6                | 19               | 23–54            | 16               | spadek do klasy terenowej                                |                                                                           | –                                   |
| 1983/1984 | V                | klasa terenowa        | 12               | 26               | 8                | 5                | 13               | 31–33            | 21               |                                                          |                                                                           | –                                   |
| 1984/1985 | V                | klasa terenowa        | 1                | 28               | 17               | 8                | 3                | 39–15            | 42               | awans do klasy okręgowej                                 |                                                                           | –                                   |
| 1985/1986 | IV               | klasa okręgowa        | 15               | 30               | 6                | 10               | 14               | 32–50            | 22               | spadek do klasy terenowej                                |                                                                           | –                                   |
| 1986/1987 | V                | klasa terenowa        | 11               | 28               | 9                | 8                | 11               | 35–41            | 26               |                                                          | Dariusz Bzdęga, Dariusz Gorzkowski, Andrzej Kozłowski, R. Olmiński (po 5) | –                                   |
| 1987/1988 | V                | klasa terenowa        | 6                | 26               | 8                | 10               | 8                | 29–28            | 26               |                                                          | Andrzej Kozłowski (9)                                                     | –                                   |
| 1988/1989 | V                | klasa terenowa        | 2                | 26               | 16               | 6                | 4                | 54–20            | 38               |                                                          | Andrzej Kozłowski                                                         | –                                   |
| 1989/1990 | V                | klasa okręgowa        | 5                | 30               | 14               | 8                | 8                | 75–47            | 36               |                                                          |                                                                           | –                                   |
| 1990/1991 | V                | klasa okręgowa        | 6                | 28               | 14               | 3                | 11               | 64–40            | 31               |                                                          |                                                                           | –                                   |
| 1991/1992 | V                | klasa okręgowa        | 1                | 30               | 23               | 3                | 4                | 76–25            | 49               | awans do ligi śląskiej                                   | Andrzej Kozłowski                                                         | –                                   |
| 1992/1993 | IV               | liga śląska           | 9                | 34               | 11               | 12               | 11               | 52–54            | 34               |                                                          | Andrzej Kozłowski (14)                                                    | –                                   |
| 1993/1994 | IV               | liga śląska           | 14               | 34               | 9                | 10               | 15               | 42–47            | 28               |                                                          | Krzysztof Andrzejewski                                                    | –                                   |
| 1994/1995 | IV               | liga śląska           | 17               | 34               | 5                | 12               | 17               | 45–73            | 22               | spadek do klasy okręgowej                                | Krzysztof Węglarz (9)                                                     | –                                   |
| 1995/1996 | V                | klasa okręgowa        | 2                | 30               | 20               | 3                | 7                | 81–36            | 63               |                                                          | Dariusz Gładysz                                                           | –                                   |
| 1996/1997 | V                | klasa okręgowa        | 3                | 30               | 18               | 5                | 7                | 64–34            | 59               |                                                          | Krzysztof Andrzejewski                                                    | –                                   |
| 1997/1998 | V                | klasa okręgowa        | 1                | 30               | 23               | 5                | 2                | 85–22            | 74               | awans do IV ligi                                         | Bogdan Szadkowski                                                         | –                                   |
| 1998/1999 | IV               | IV liga               | 1                | 34               | 22               | 9                | 3                | 69–26            | 75               | awans do III ligi                                        | Bogdan Szadkowski (23)                                                    | –                                   |
| 1999/2000 | III              | III liga              | 10               | 34               | 11               | 12               | 11               | 41–44            | 45               |                                                          | Bogdan Szadkowski (12)                                                    | –                                   |
| 2000/2001 | III              | III liga              | 18               | 38               | 8                | 12               | 18               | 42–61            | 36               | spadek do IV ligi, klub rozwiązany po zakończeniu sezonu |                                                                           | –                                   |
| 2006/2007 | VII              | klasa B               | 10               | 20               | 3                | 1                | 16               | 15–64            | 10               | klub wycofany po rundzie jesiennej                       |                                                                           | –                                   |
| 2009/2010 | VIII             | klasa B               | 2                | 20               | 15               | 3                | 2                | 74–7             | 48               | awans do klasy A                                         |                                                                           | –                                   |
| 2010/2011 | VII              | klasa A               | 9                | 32               | 13               | 5                | 14               | 71–66            | 44               |                                                          |                                                                           | –                                   |
| 2011/2012 | VII              | klasa A               | 1                | 30               | 24               | 1                | 5                | 93–34            | 73               | awans do ligi okręgowej                                  | Damian Sołtysik (21)                                                      | –                                   |
| 2012/2013 | VI               | liga okręgowa         | 5                | 30               | 17               | 6                | 7                | 70–39            | 57               |                                                          | Dawid Karpiński (12)                                                      | –                                   |
| 2013/2014 | VI               | liga okręgowa         | 2                | 30               | 19               | 6                | 5                | 80–30            | 63               |                                                          | Michał Sołtysik (19)                                                      | –                                   |
| 2014/2015 | VI               | liga okręgowa         | 5                | 30               | 16               | 4                | 10               | 68–45            | 52               |                                                          | Michał Mąka (21)                                                          | –                                   |
| 2015/2016 | VI               | liga okręgowa         | 1                | 30               | 25               | 4                | 1                | 103–16           | 79               | awans do IV ligi                                         | Michał Mąka (25)                                                          | –                                   |
| 2016/2017 | V                | IV liga               | 6                | 34               | 17               | 4                | 13               | 59–54            | 55               |                                                          | Michał Mąka (11)                                                          | –                                   |
| 2017/2018 | V                | IV liga               | 10               | 30               | 11               | 5                | 14               | 48–45            | 38               |                                                          | Michał Mąka (9)                                                           | –                                   |
| 2018/2019 | V                | IV liga               | 2                | 30               | 18               | 6                | 6                | 54–31            | 60               |                                                          | Marcin Smarzyński (17)                                                    | –                                   |
| 2019/2020 | V                | IV liga               | 4                | 15               | 8                | 1                | 6                | 33–24            | 25               | sezon niedokończony z powodu pandemii COVID-19           | Jacek Jarnot (12)                                                         | –                                   |
| 2020/2021 | V                | IV liga               | 5                | 32               | 15               | 8                | 9                | 70–42            | 53               |                                                          | Damian Adamiecki (17)                                                     | –                                   |
| 2021/2022 | V                | IV liga               | 8                | 30               | 13               | 6                | 11               | 62–65            | 45               |                                                          | Damian Adamiecki (16)                                                     | –                                   |
| 2022/2023 | V                | IV liga               | 16               | 30               | 1                | 2                | 27               | 25–122           | 5                | spadek do klasy okręgowej                                | Adrian Długosz (5)                                                        | –                                   |
| 2023/2024 | VI               | liga okręgowa         | 14               | 30               | 8                | 2                | 20               | 34-77            | 26               | spadek w związku z reorganizacją rozgrywek               |                                                                           | –                                   |
| 2024/2025 | VII              | liga okręgowa         | 9                | 30               | 11               | 5                | 14               | 49-57            | 38               |                                                          |                                                                           | –                                   |
| Źródła    |                  |                       |                  |                  |                  |                  |                  |                  |                  |                                                          |                                                                           |                                     |

### Kobiety
| Sezon     | Rozgrywki ligowe | Rozgrywki ligowe | Rozgrywki ligowe | Rozgrywki ligowe | Rozgrywki ligowe | Rozgrywki ligowe | Rozgrywki ligowe | Rozgrywki ligowe | Rozgrywki ligowe | Rozgrywki ligowe                                  | Rozgrywki ligowe     | Puchar Polski (rozgrywki centralne) |
| Sezon     | Poziom           | Nazwa ligi       | Miejsce          | M                | Z                | R                | P                | +/−              | Pkt              | Uwagi                                             | Najlepszy strzelec   | Puchar Polski (rozgrywki centralne) |
| --------- | ---------------- | ---------------- | ---------------- | ---------------- | ---------------- | ---------------- | ---------------- | ---------------- | ---------------- | ------------------------------------------------- | -------------------- | ----------------------------------- |
| 2019/2020 | V                | IV liga          | 8                | 7                | 0                | 0                | 7                | 5–40             | 0                | sezon niedokończony z powodu pandemii COVID-19    | Aleksandra Gajek (3) | –                                   |
| 2020/2021 | V                | IV liga          | 4                | 12               | 4                | 0                | 8                | 14–59            | 12               |                                                   | Nikola Piechota (8)  | –                                   |
| 2021/2022 | V                | IV liga          | –                | 20               | 1                | 2                | 17               | 9–82             | 5                | klub wycofał się z rozgrywek po 13. kolejce       | Angelika Nowak       | –                                   |
| 2022/2023 | V                | IV liga          | 7                | 12               | 2                | 1                | 9                | 10–40            | 7                | klub wycofał się z rozgrywek po rundzie jesiennej | Nikola Piechota (8)  | –                                   |
| Źródła    |                  |                  |                  |                  |                  |                  |                  |                  |                  |                                                   |                      |                                     |